# Team Liquid
Team Liquid ist der Name eines E-Sport-Clans und des dazugehörigen Nachrichtenportals, welches in seiner Funktion als Onlinemedium und Community als wichtigste englischsprachige Anlaufstelle zum Thema StarCraft-E-Sport gilt. Aufgrund der marktbeherrschenden Stellung von teamliquid.net wird das Team in Anlehnung an die separate Internetdomain auch als Team Liquid Pro bezeichnet. Später wurde die Berichterstattung auch auf andere E-Sport-Titel erweitert. Mit liquipedia.net gibt es zudem ein redaktionell geführtes Wiki für viele populäre E-Sport-Disziplinen.
Gemessen an gewonnenen Preisgeldern ist Team Liquid die erfolgreichste E-Sport-Organisation der Geschichte (Stand: April 2024).

## Website
In erster Linie betreibt Team Liquid eine flächendeckende Berichterstattung über die E-Sport-Szene von StarCraft und bietet Diskussionsforen für Spiele der Firma Blizzard Entertainment, wie StarCraft und StarCraft 2. Darüber hinaus werden Streams von laufenden Events oder Spielen aufgelistet. Mit der Zeit wuchs Team Liquid zur größten StarCraft- und StarCraft-2-Community im Internet, mit über 85.000 aktiven Mitgliedern und mehr als 7 Millionen Beiträgen.
Die Internetseite wurde am 1. Mai 2001 unter der Domain teamliquid.cjb.net ins Leben gerufen. Am 22. September 2002 erhielt die Webseite die neue und bis heute gültige Domain teamliquid.net.

## Aktive und ehemalige Spieler (Auswahl)

### StarCraft: Brood War & Starcraft II
Der Clan Liquid wurde Ende des Jahres 2000 von dem niederländischen StarCraft-Spieler Victor „Nazgul“ Goossens gegründet. In StarCraft: Brood War galt Liquid lange Zeit als eine der stärksten Mannschaften außerhalb Südkoreas. Zudem organisierte Liquid 2008 die erste Team Liquid Starleague (kurz: TSL); eines der größten nicht-koreanischen StarCraft:BW-Turniere.
Mit dem Erscheinen des Nachfolgers StarCraft 2 wurde ein neues Team zusammengestellt, das teils aus den SC:BW-Spielern von Team Liquid, teils aus Neuverpflichtungen bestand. Ende 2010 ging die Mannschaft eine Kooperation mit dem südkoreanischen StarCraft-2-Clan Old Generations ein, in deren Zuge die meisten Liquid-Spieler nach Seoul in die Trainingsräume von oGs zogen und in der dortigen Profiliga, der Global StarCraft II League, Fuß zu fassen versuchten. Am erfolgreichsten war dabei der Schwede Jonathan „Jinro“ Walsh, der sowohl in der letzten Saison im Jahr 2010 als auch in der obersten Division der Januar-2011-GSL jeweils das Halbfinale erreichte.
Gemeinsam mit Evil Geniuses nahm das Team unter dem Namen Liquid-EG in der Saison 2012/13 an der südkoreanischen Profiliga (Proleague) teil.
| - Dario „TLO“ Wünsch (Zerg/Terran, 2010–2020) - Jonathan „Jinro“ Walsh (Terran, 2010–2012) - Joseph „Ret“ de Kroon (Zerg, 2010–2018) - Chris „HuK“ Loranger (Protoss, 2010–2011) - Yoon „TaeJa“ Young-suh (Terran, 2011–2016 und 2018–2021) - Song „HerO“ Hyeon-deok (Protoss, 2011–2016) - Jens „Snute“ Aasgaard (Zerg, seit 2013) | - Grzegorz „MaNa“ Komincz (Protoss, seit 2013) - Marc „uThermal“ Schlappi (Terran, 2016–2022) - Clément „Clem“ Desplanches (Terran, seit 2020) - Diego „Kelazhur“ Schwimer (Terran, 2020–2023) - Mikołaj „Elazer“ Ogonowski (Zerg, seit 2022) - Nikita „SKillous“ Gurevich (Protoss, seit 2023) - Kim „Cure“ Doh-wook (Terran, seit 2023) |  |

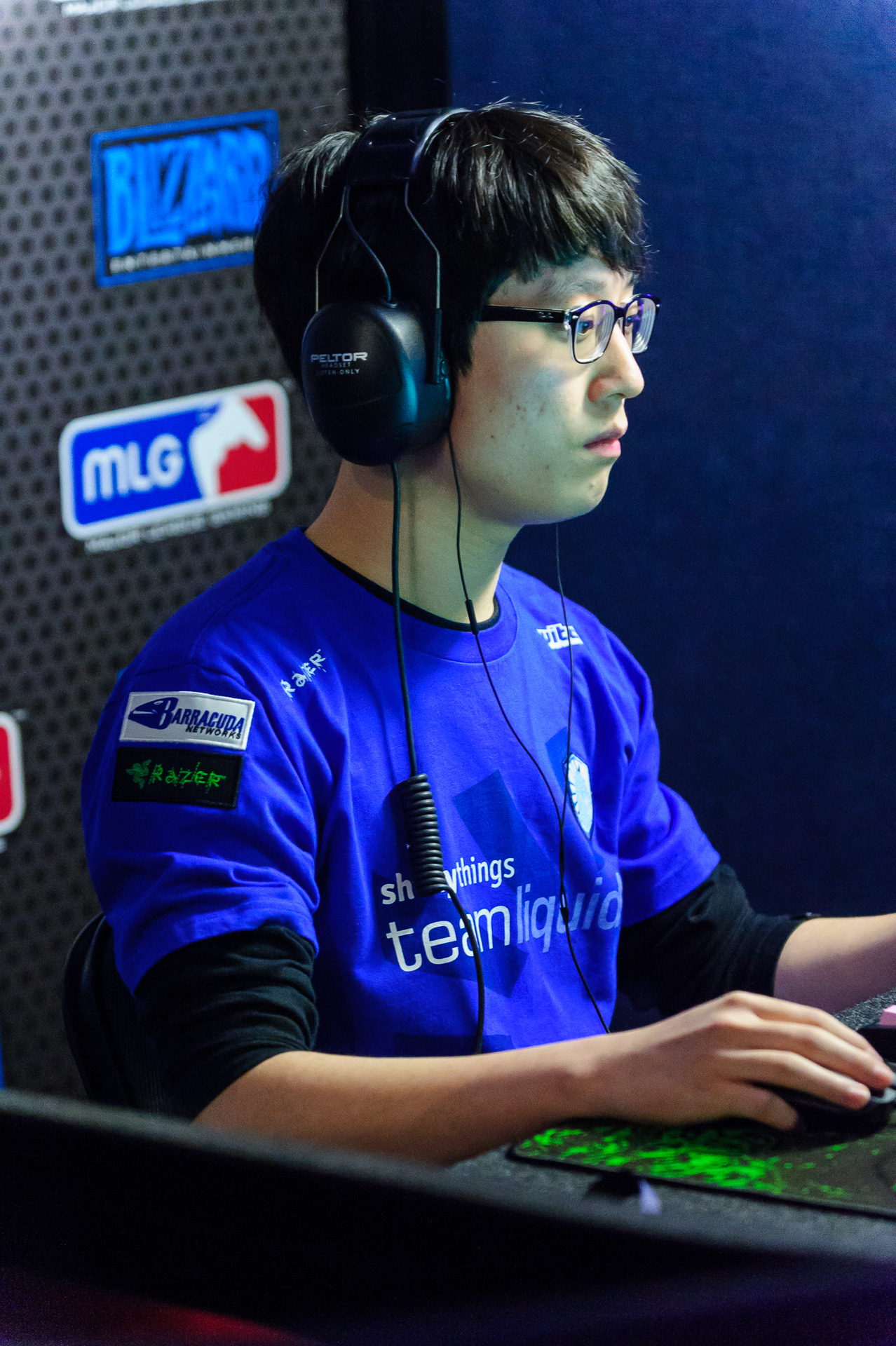
TaeJa (2013)
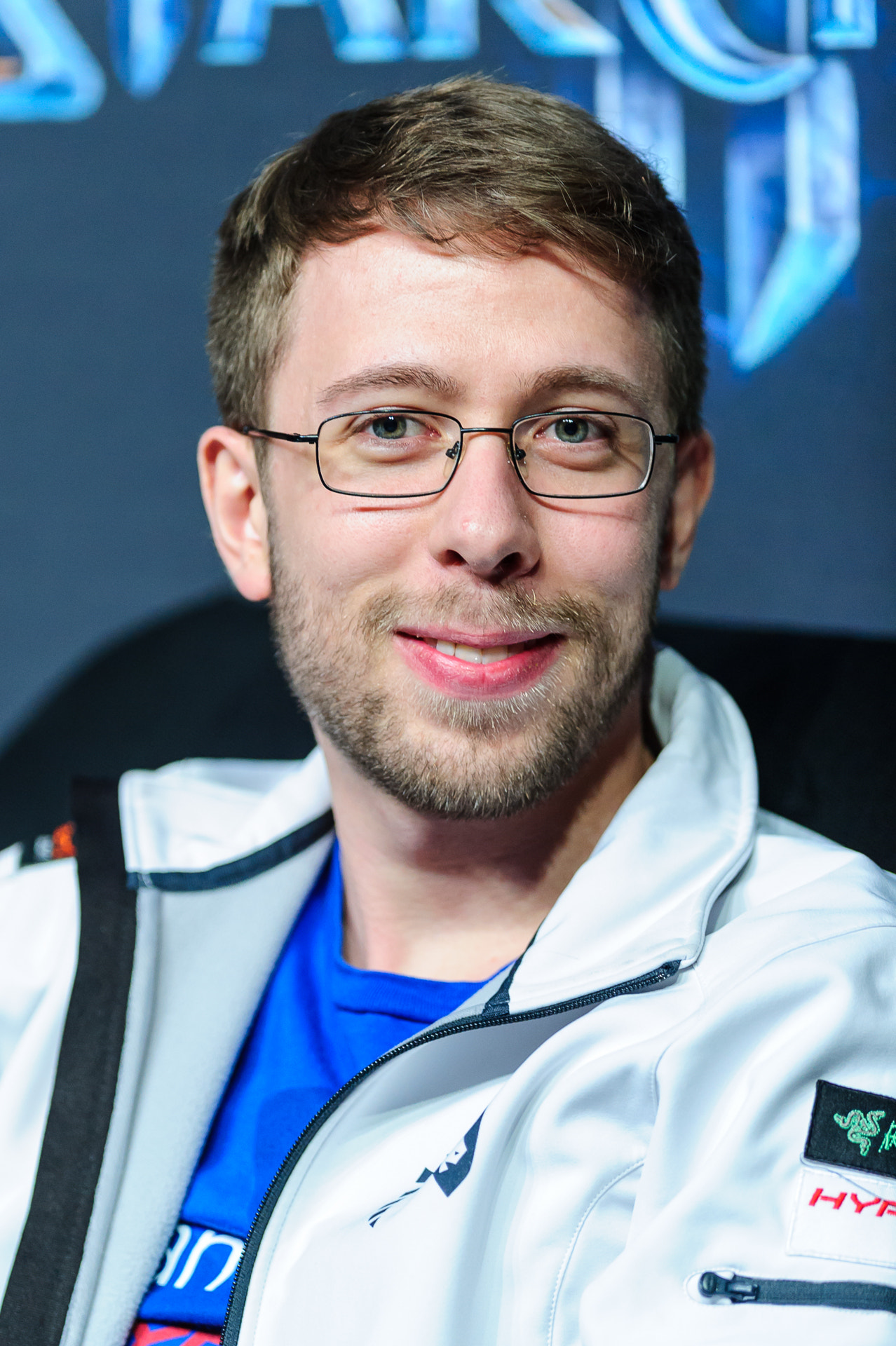
TLO (2014)
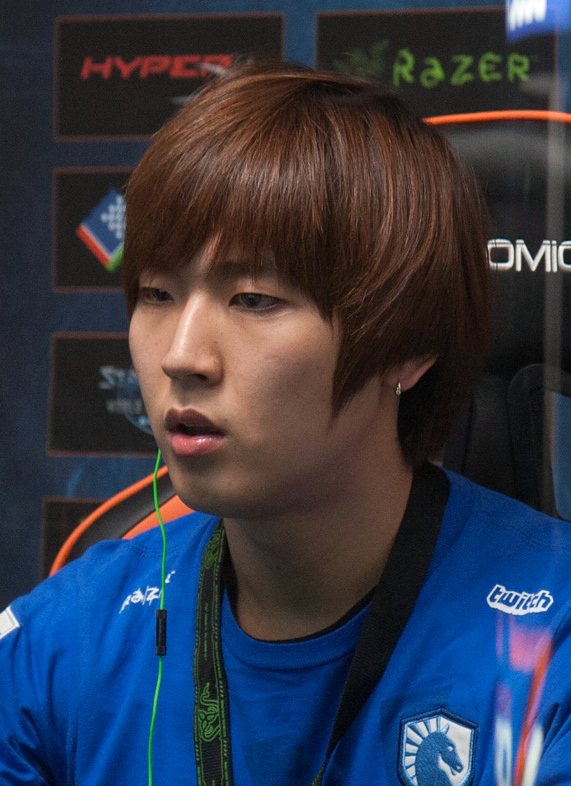
HerO (2014)
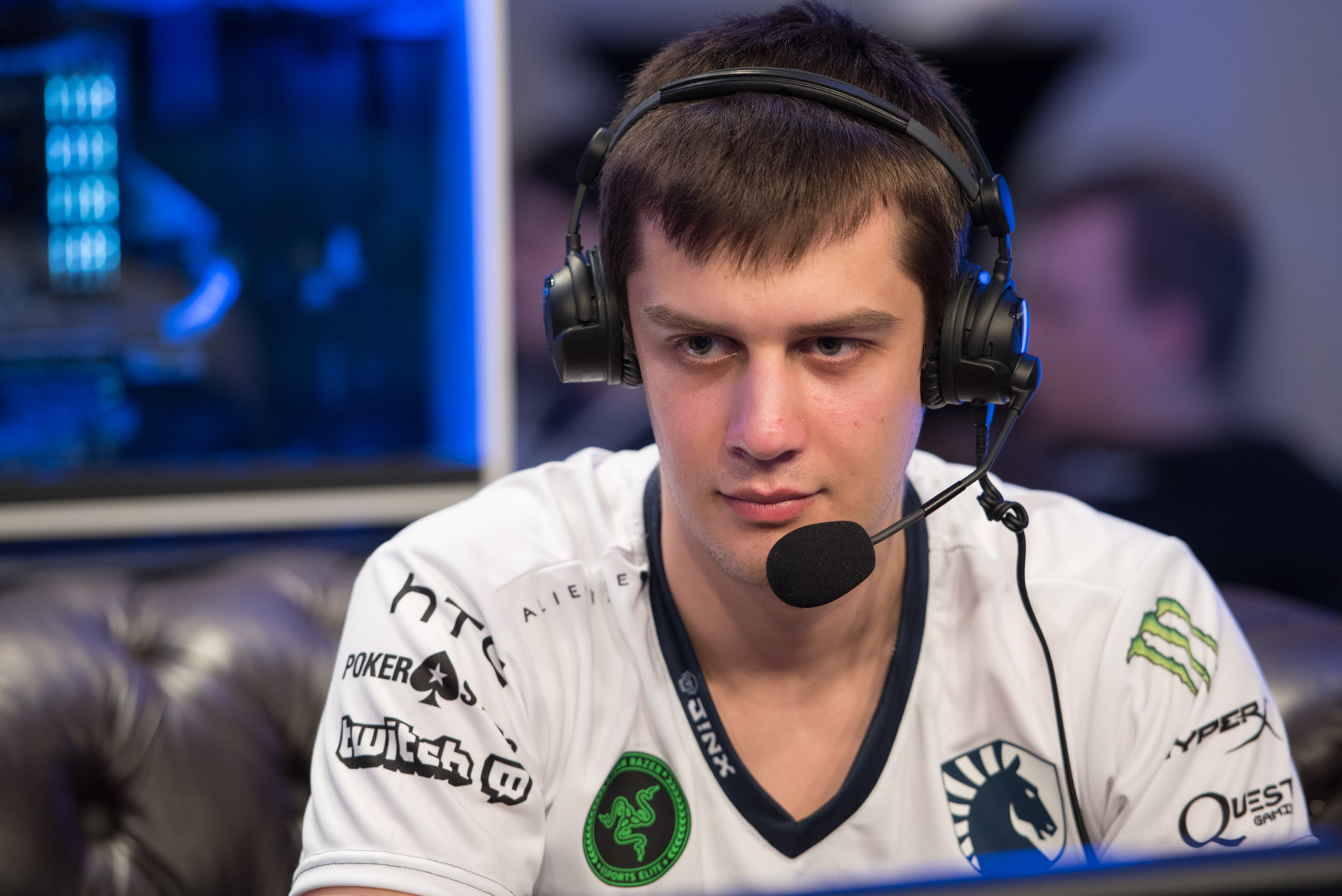
MaNa (2016)
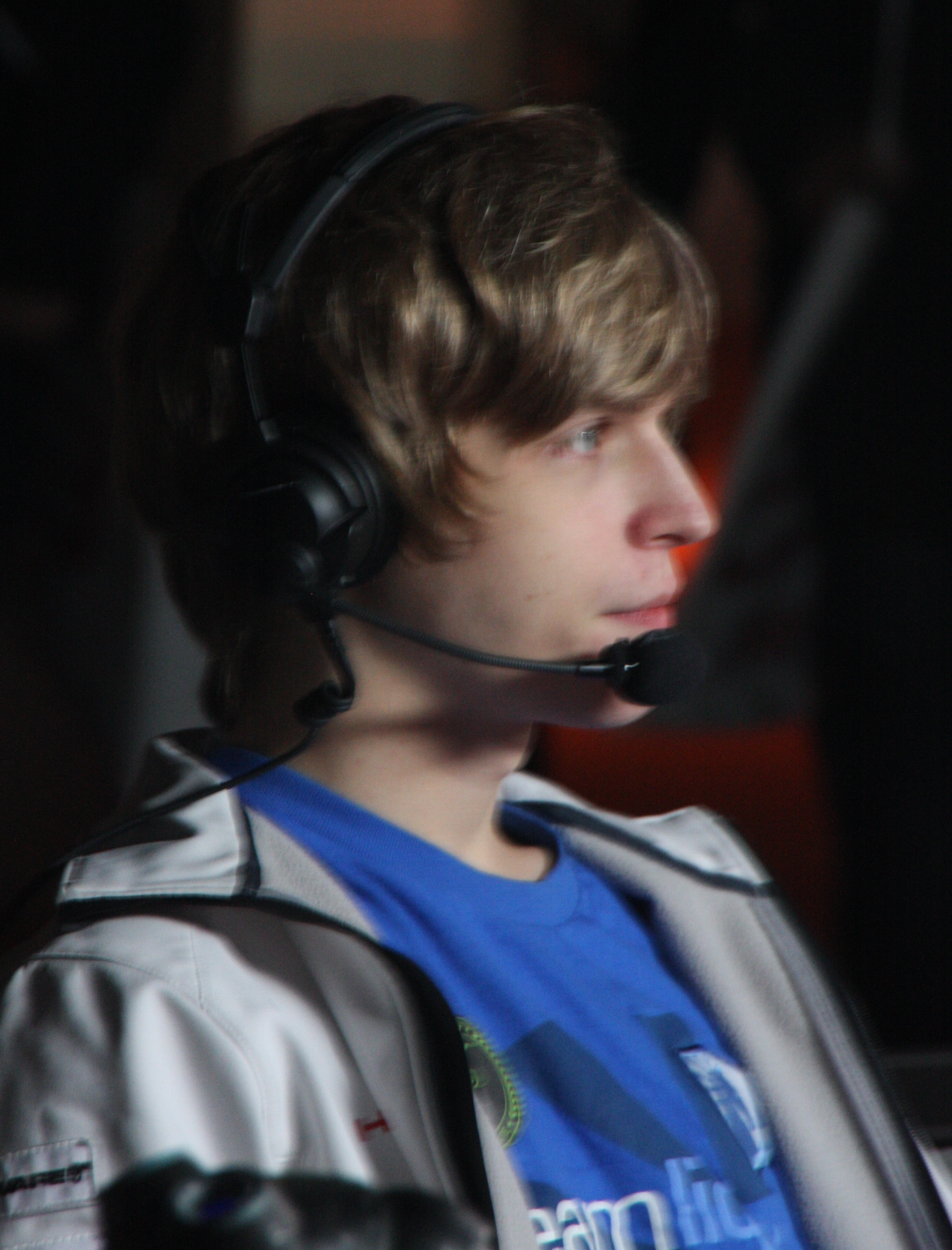
Snute (2016)
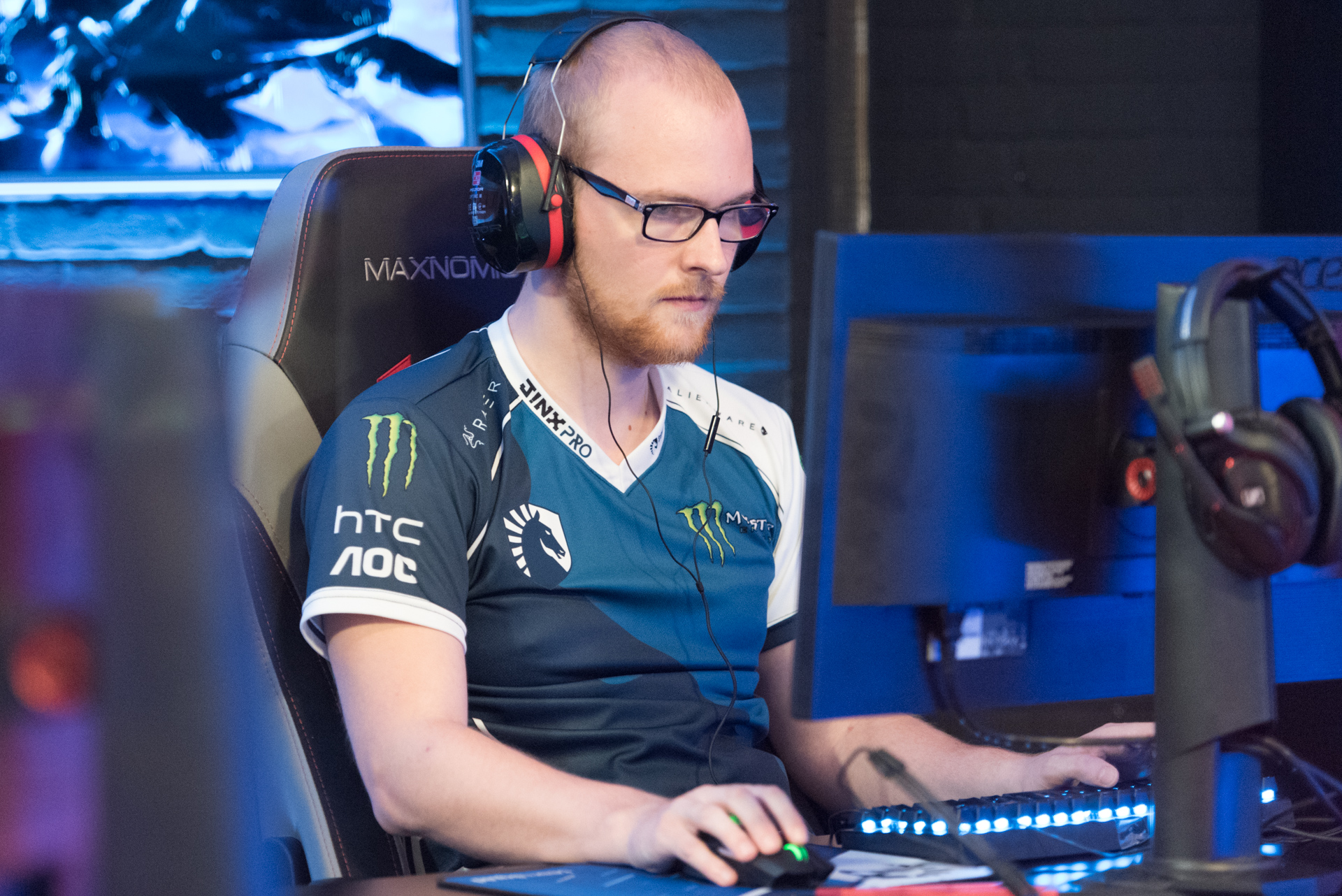
uThermal (2017)
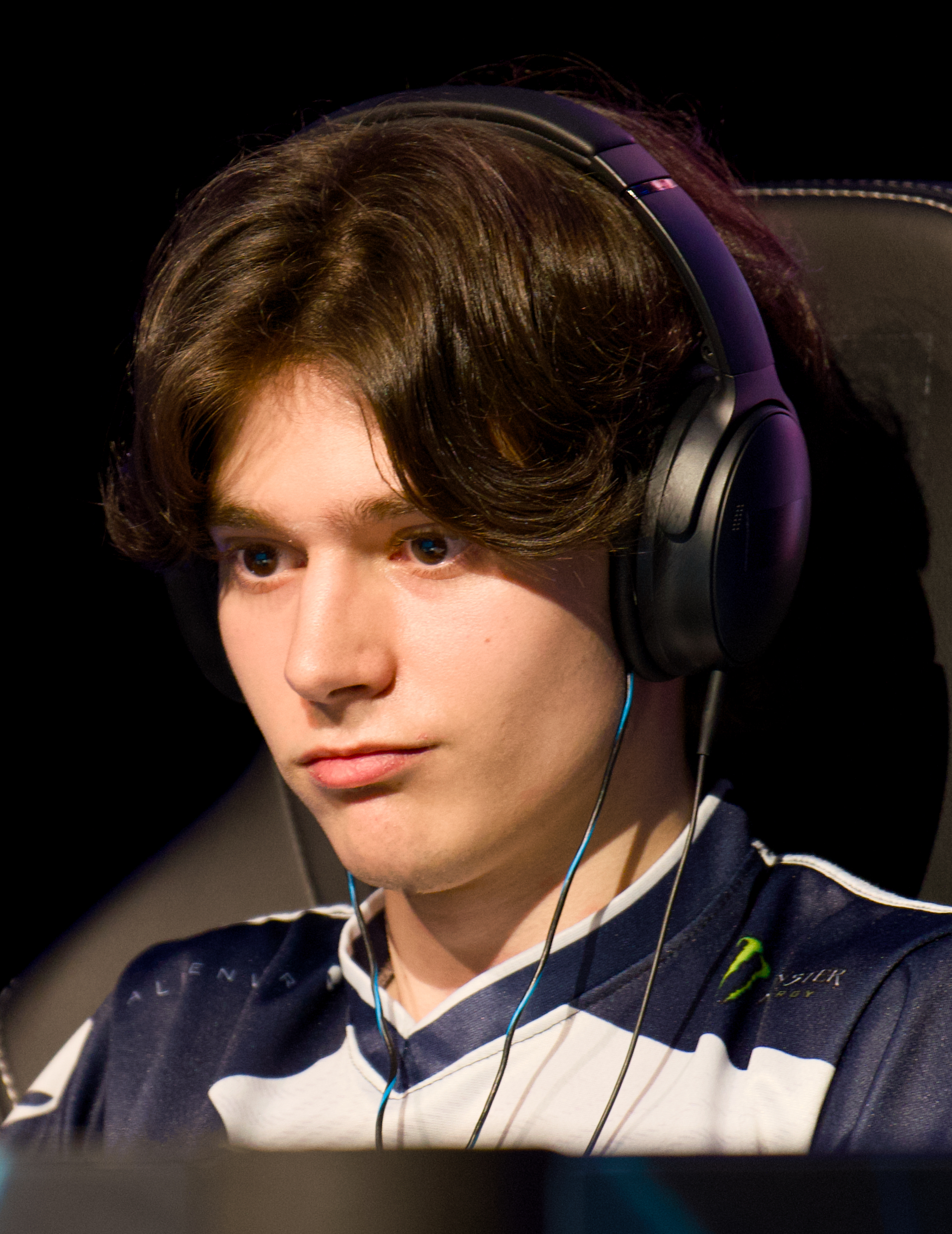
Clem (2023)
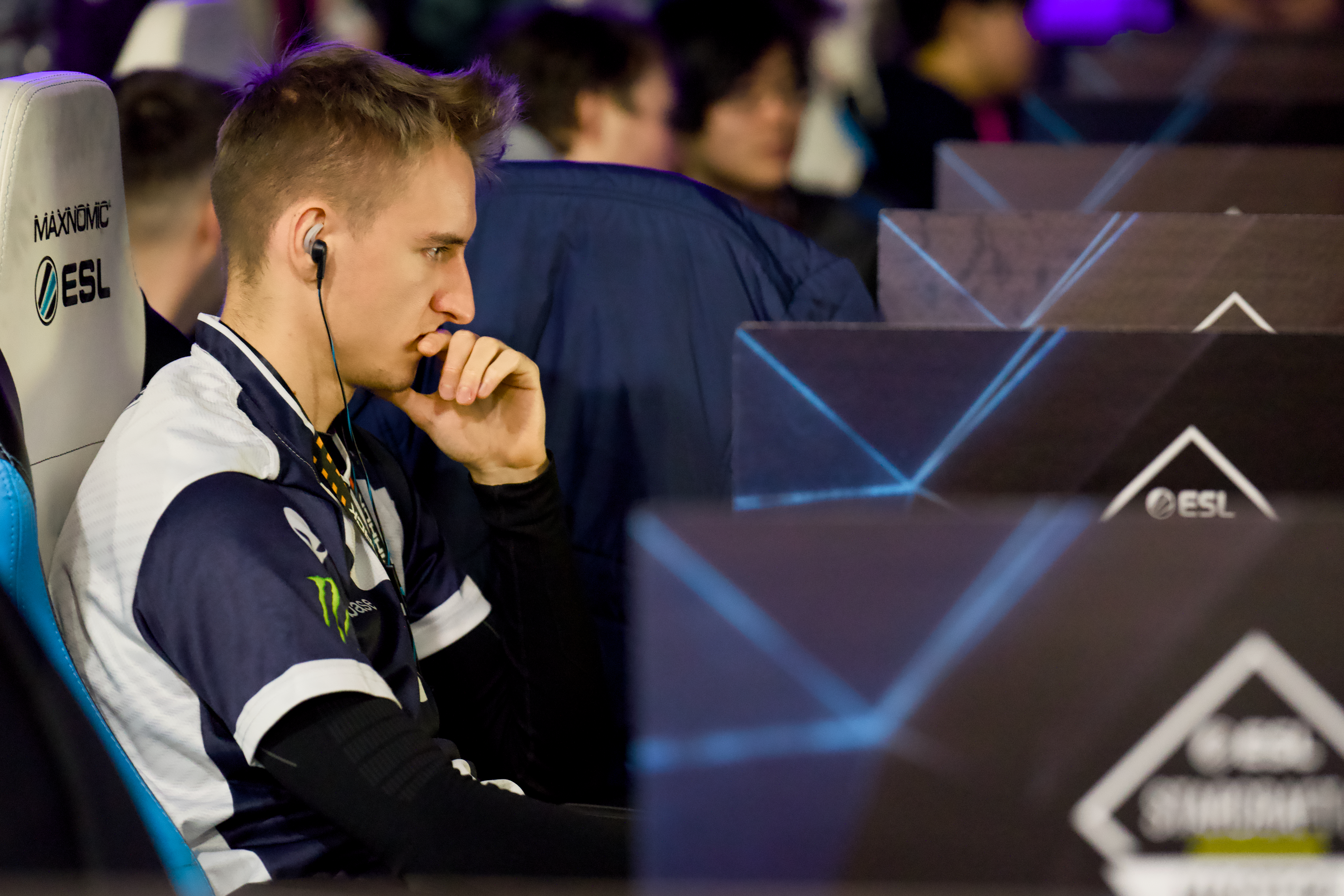
Elazer (2023)

### Dota 2

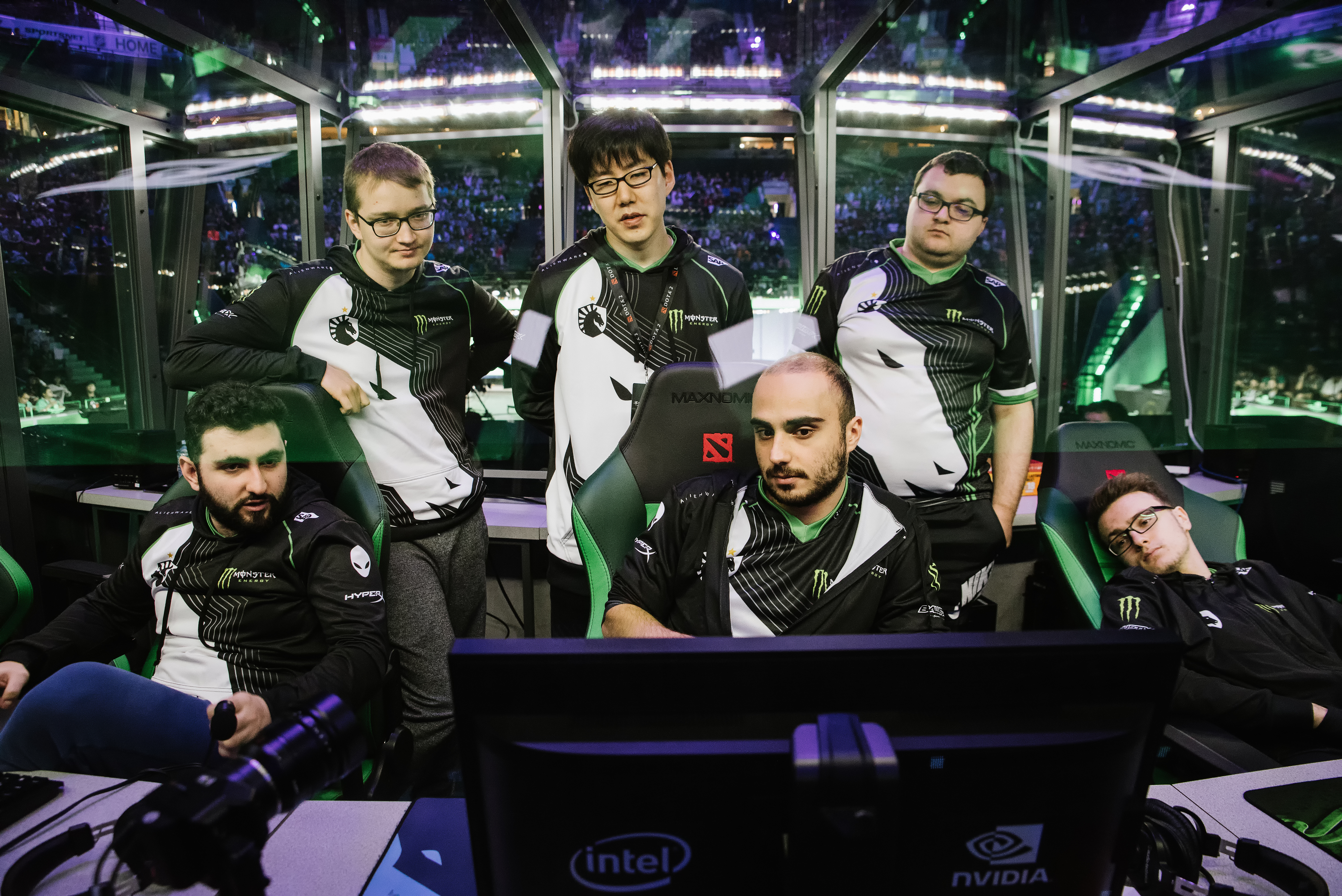
Team Liquids Dota-2-Team beim The International 2018

Am 6. Dezember 2012 wurde die Organisation um ein nordamerikanisches Dota 2 Team erweitert, das bis zur vorläufigen Auflösung 2014 zur erweiterten Weltspitze gehörte.
2015 wurde von Team Liquid ein neues Dota-2-Lineup aufgestellt, diesmal bestehend aus Spielern aus dem europäischen sowie arabischen Raum. Im August 2017 Team Liquid erstmals das The International und das damit verbundene Preisgeld von knapp elf Millionen US-Dollar. Team Liquids Support-Spieler Kuro Salehi Takhasomi (Kuroky) war daraufhin zeitweilig der erfolgreichste E-Sportler nach erzieltem Karrierepreisgeld.
Zwei Jahre später beim The International 2019 unterlag das Team erst im Finale gegen OG und erhielt dafür knapp 4,5 Millionen Dollar Preisgeld. 2024 gewann Team Liquid zum zweiten Mal das International.
| Spieler beim The International 2016 - Lasse „MATUMBAMAN“ Urpalainen - Adrian „FATA-“ Trinks - Iwan „MinD_ContRoL“ Iwanow - Jesse „JerAx“ Vainikka - Kuro Salehi „KuroKy“ Takhasomi | Spieler beim The International 2017 und 2018 - Lasse „MATUMBAMAN“ Urpalainen - Amer „Miracle-“ Al-Barkawi - Iwan „MinD_ContRoL“ Iwanow - Maroun „GH“ Merhej - Kuro Salehi „KuroKy“ Takhasomi | Spieler beim The International 2019 - Amer „Miracle-“ Al-Barkawi - Aliwi „w33“ Omar - Iwan „MinD_ContRoL“ Iwanow - Maroun „GH“ Merhej - Kuro Salehi „KuroKy“ Takhasomi |  |
| Spieler beim The International 2022 - Lasse „MATUMBAMAN“ Urpalainen - Michael „miCKe“ Vu - Ludwig „zai“ Wåhlberg - Samuel „Boxi“ Svahn - Aydin „Insania“ Sarkohi                   | Spieler beim The International 2023 - Michael „miCKe“ Vu - Michał „Nisha“ Jankowski - Ludwig „zai“ Wåhlberg - Samuel „Boxi“ Svahn - Aydin „Insania“ Sarkohi                                  | Spieler beim The International 2024 - Michael „miCKe“ Vu - Michał „Nisha“ Jankowski - Neta „33“ Shapira - Samuel „Boxi“ Svahn - Aydin „Insania“ Sarkohi                |  |

### League of Legends
Anfang 2015 fusionierte Team Liquid mit Curse Gaming und übernahm dabei unter anderem das hochkarätig besetzte League-of-Legends-Team von Curse, das in der nordamerikanischen Profiliga LCS spielte.
Zwischen 2018 und 2019 hatte das Team seine stärkste Phase und konnte viermal in Folge den LCS-Titel gewinnen. Bei internationalen Turnieren wie der League of Legends World Championship oder dem Mid-Season Invitational schied das Team jedoch meist früh aus. Anfang 2024 gewann das Team zum fünften Mal den LCS-Titel.
| Spieler bei Gründung 2015 - Diego „Quas“ Ruiz - Christian „IWillDominate“ Rivera - Kim „Fenix“ Jae-hun - Chae „Piglet“ Gwang-jin - Alex „Xpecial“ Chu | Spieler bei der Weltmeisterschaft 2018 - Jeong „Impact“ Eon-young - Jake „Xmithie“ Puchero - Eugene „Pobelter“ Park - Yiliang „Doublelift“ Peng - Kim „Olleh“ Joo-sung | Spieler bei der Weltmeisterschaft 2019 - Jeong „Impact“ Eon-young - Jake „Xmithie“ Puchero - Nicolaj „Jensen“ Jensen - Yiliang „Doublelift“ Peng - Jo „CoreJJ“ Yong-in |  |

| Spieler bei der Weltmeisterschaft 2020 - Jeong „Impact“ Eon-young - Mads „Broxah“ Brock-Pedersen - Nicolaj „Jensen“ Jensen - Edward „Tactical“ Ra - Jo „CoreJJ“ Yong-in | Spieler bei der Weltmeisterschaft 2021 - Barney „Alphari“ Morris - Lucas „Santorin“ Tao Kilmer Larsen - Nicolaj „Jensen“ Jensen - Edward „Tactical“ Ra - Jo „CoreJJ“ Yong-in | Spieler bei der Weltmeisterschaft 2023 - Park „Summit“ Woo-tae - Hong „Pyosik“ Chang-hyeon - Eain „APA“ Stearns - Sean „Yeon“ Sung - Jo „CoreJJ“ Yong-in |

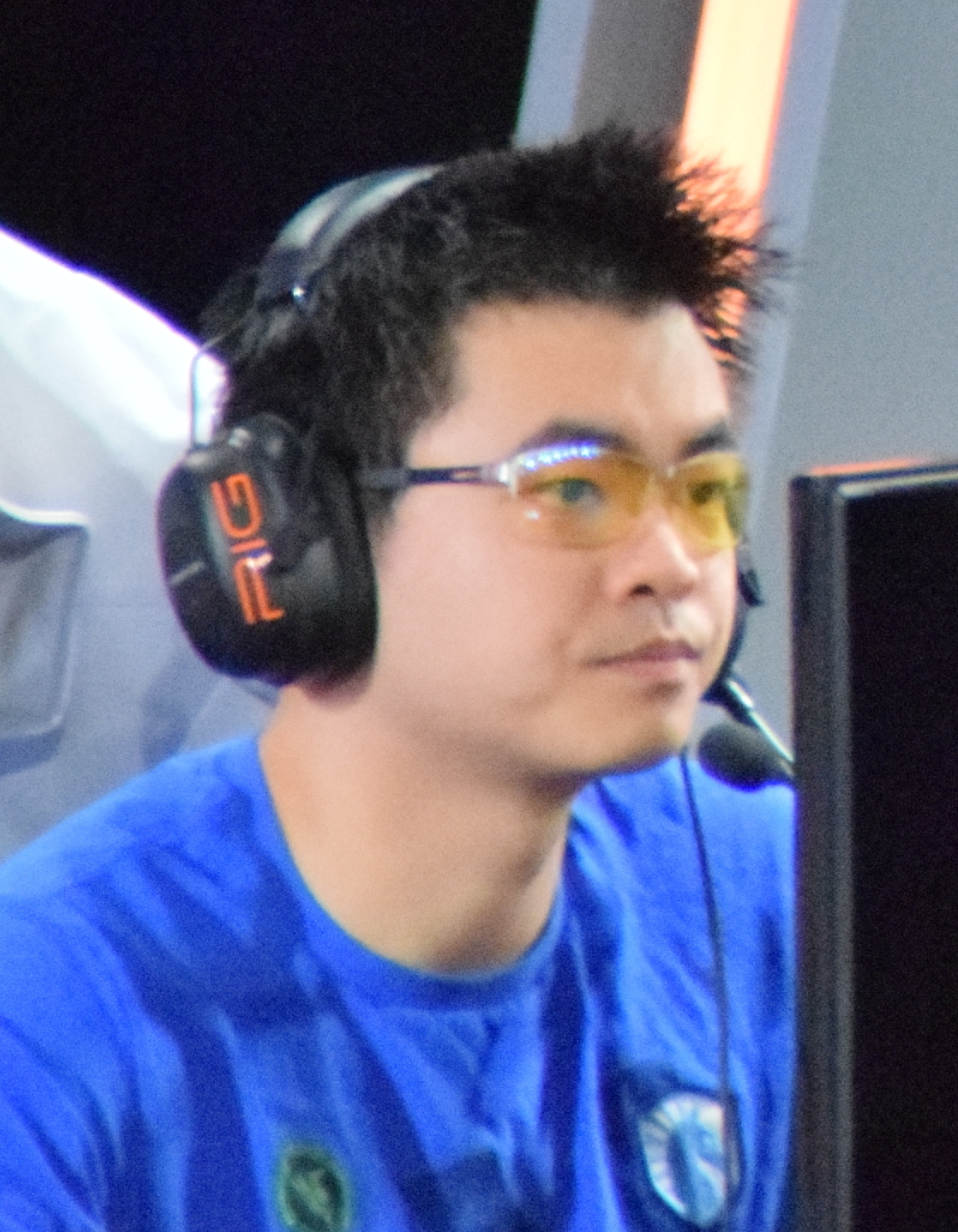
Xpecial (2015)
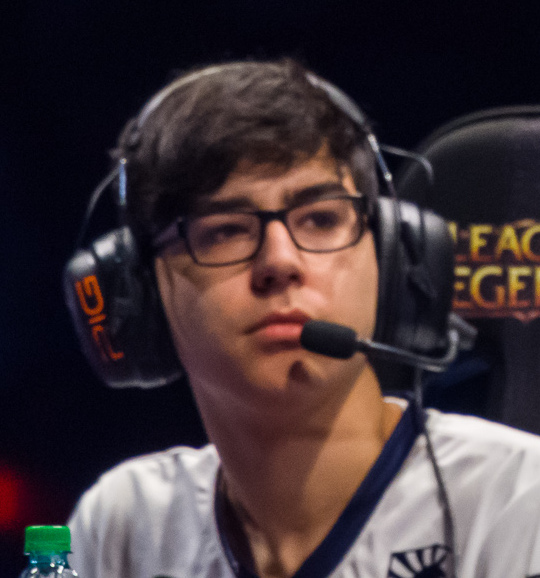
Dardoch (2016)
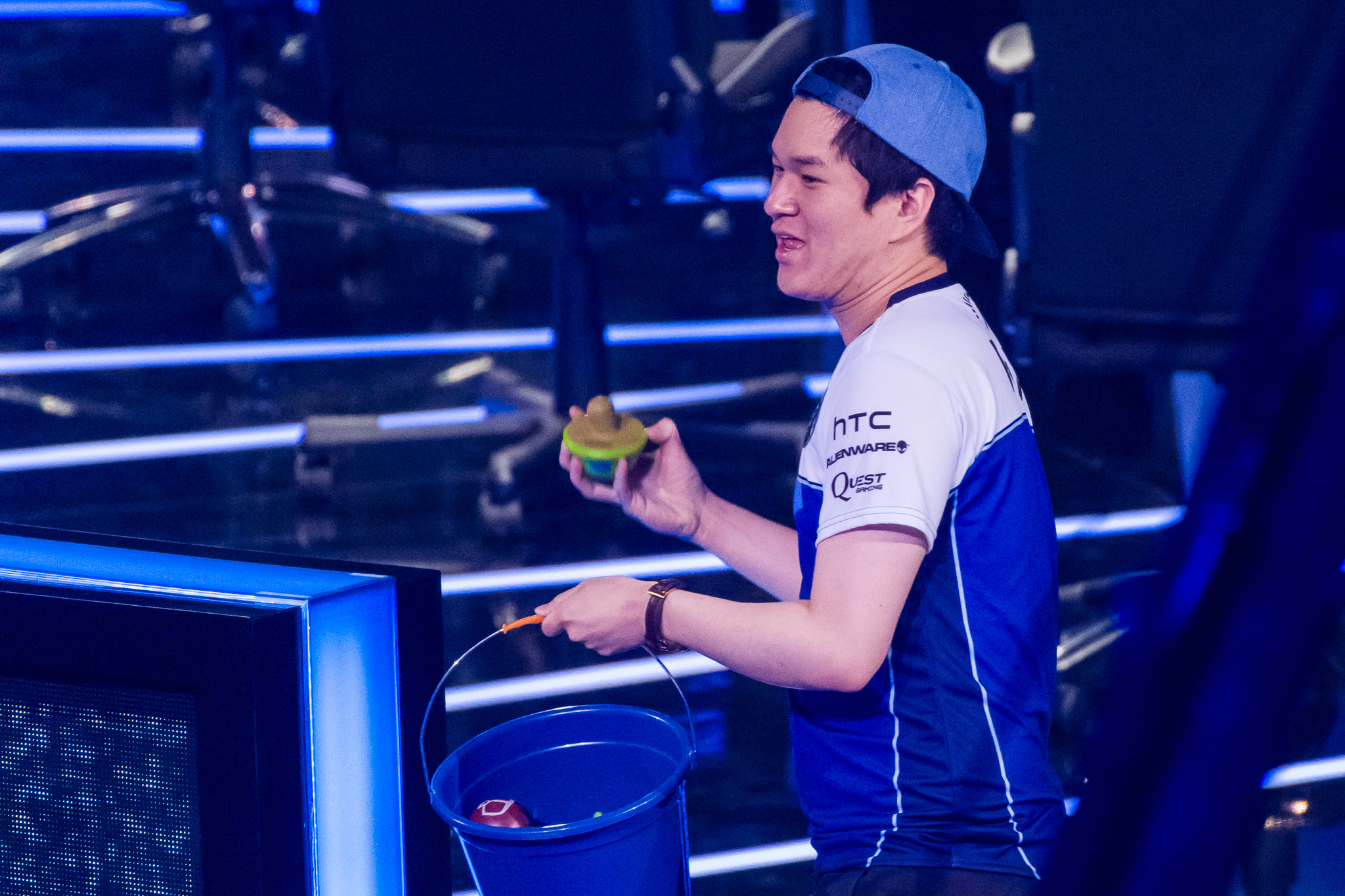
Fenix (2016)
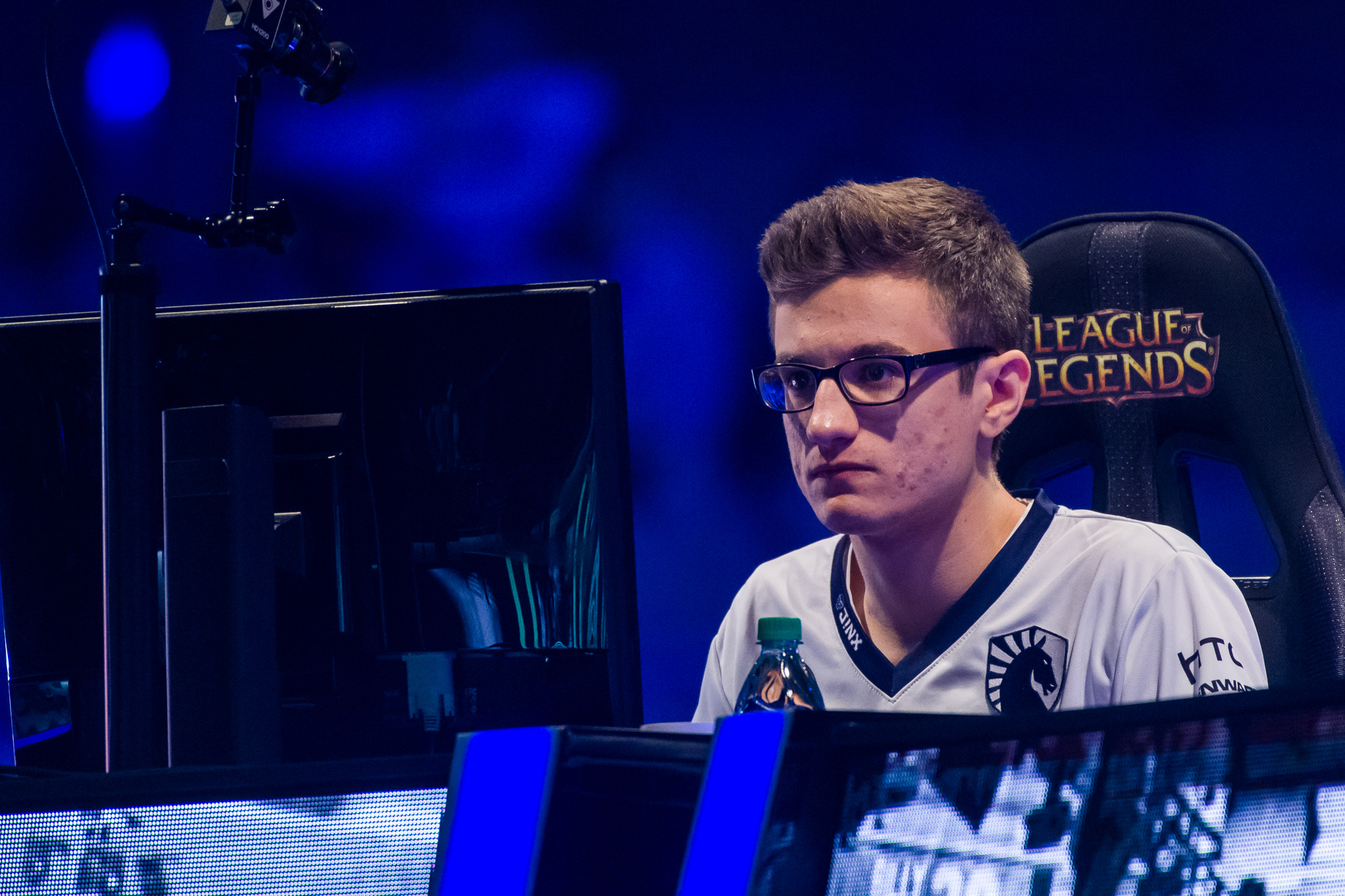
Lourlo (2016)
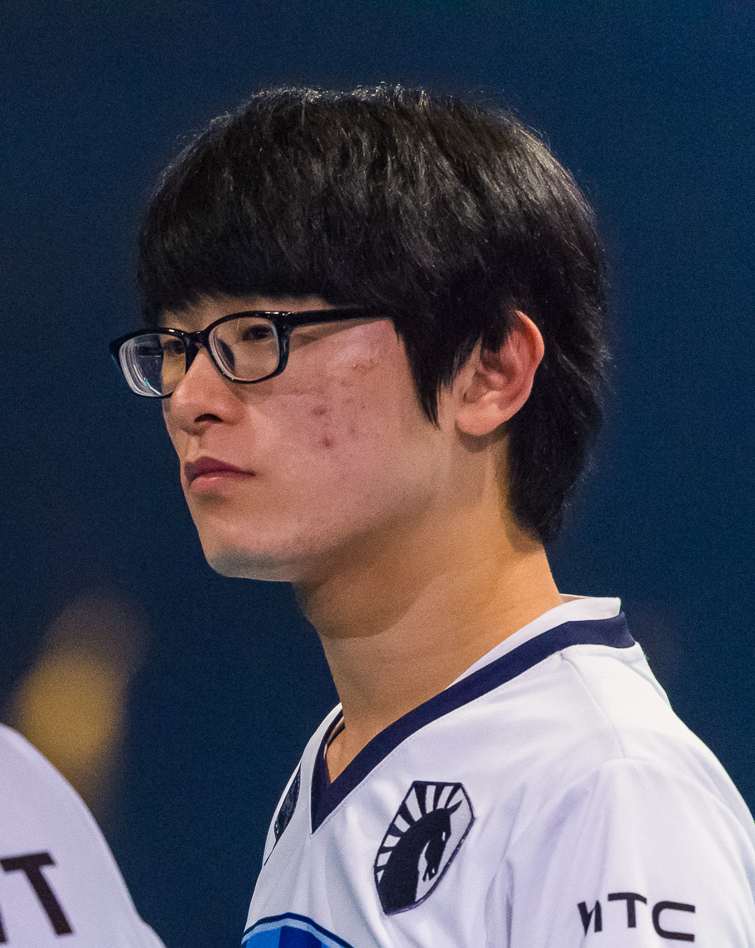
Piglet (2016)
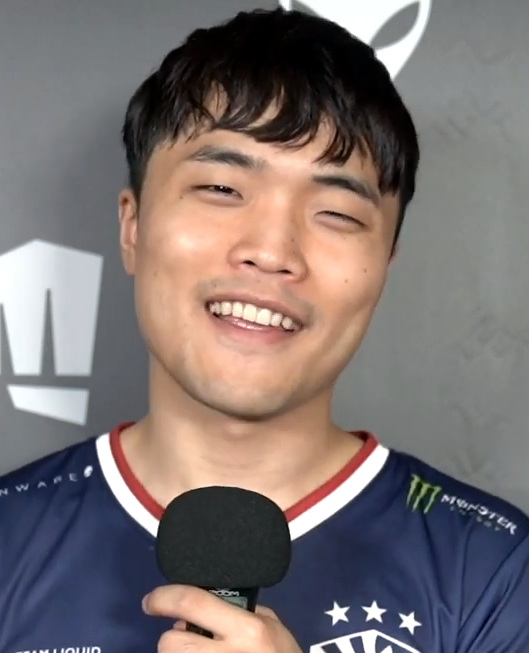
Impact (2019)

#### Aktuelles Lineup
(Stand Okt. 2024)
| Nat.               | Name                     | Position |
| ------------------ | ------------------------ | -------- |
| Korea Sud          | Jeong „Impact“ Eon-young | Top Lane |
| Korea Sud          | Um „UmTi“ Sung-hyeon     | Jungle   |
| Vereinigte Staaten | Eain „APA“ Stearns       | Mid Lane |
| Vereinigte Staaten | Sean „Yeon“ Sung         | AD-Carry |
| Korea Sud          | Jo „CoreJJ“ Yong-in      | Support  |

### CS:GO und CS2
In der Disziplin Counter-Strike: Global Offensive präsentierte die Organisation am 13. Januar 2015 erstmals ein Lineup. Team Liquid verpflichtete das ehemalige Team Denial E-Sports rund um Nick „nitr0“ Cannella. und wurde 2016 zunächst durch den Ukrainer Oleksandr „s1mple“ Kostyljew und ab Juni 2016 durch den Dänen Jacob „Pimp“ Winneche verstärkt. Im Juli 2016 zog Liquid in das Finale der ESL One Cologne 2016 ein und verlor dort gegen SK Gaming.
2019 war für die CS:GO-Sparte von Team Liquid mit sieben großen Turniersiegen das erfolgreichste Jahr der Clangeschichte; das CS:GO-Team galt zwischenzeitlich, vor allem in der Mitte des Jahres 2019, als bestes Team der Welt. Mit dem Sieg beim ESL One Cologne 2019 konnte Team Liquid als zweites Team nach Astralis 2018 den mit einer Million US-Dollar dotierten Intel Grand Slam gewinnen.
Nach einer personellen Umstellung des CS:GO-Teams konnte dieses im Januar 2021 den vierten Platz beim BLAST Premier: Global Final 2020 erringen.
| Spieler beim ESL One Cologne 2016 - Nick „nitr0“ Cannella - Jonathan „EliGE“ Jablonowski - Spencer „Hiko“ Martin - Oleksandr „s1mple“ Kostyljew - Josh „jdm64“ Marzano | Spieler bei ELEAGUE Premier 2018 - Nick „nitr0“ Cannella - Jonathan „EliGE“ Jablonowski - Russel „Twistzz“ Van Dulken - Keith „NAF“ Markovic - Epitácio „TACO“ de Melo | Spieler beim ESL One Cologne 2019 - Nick „nitr0“ Cannella - Jonathan „EliGE“ Jablonowski - Russel „Twistzz“ Van Dulken - Keith „NAF“ Markovic - Jacky „Stewie2K“ Yip | Spieler bei der IEM World Championship 2021 - Gabriel „FalleN“ Toledo - Jonathan „EliGE“ Jablonowski - Michael „Grim“ Winc - Keith „NAF“ Markovic - Jacky „Stewie2K“ Yip | Spieler beim BLAST Premier 2022 - Nick „nitr0“ Cannella - Jonathan „EliGE“ Jablonowski - Joshua „oSee“ Ohm - Keith „NAF“ Markovic - Mareks „YEKINDAR“ Gaļinskis |

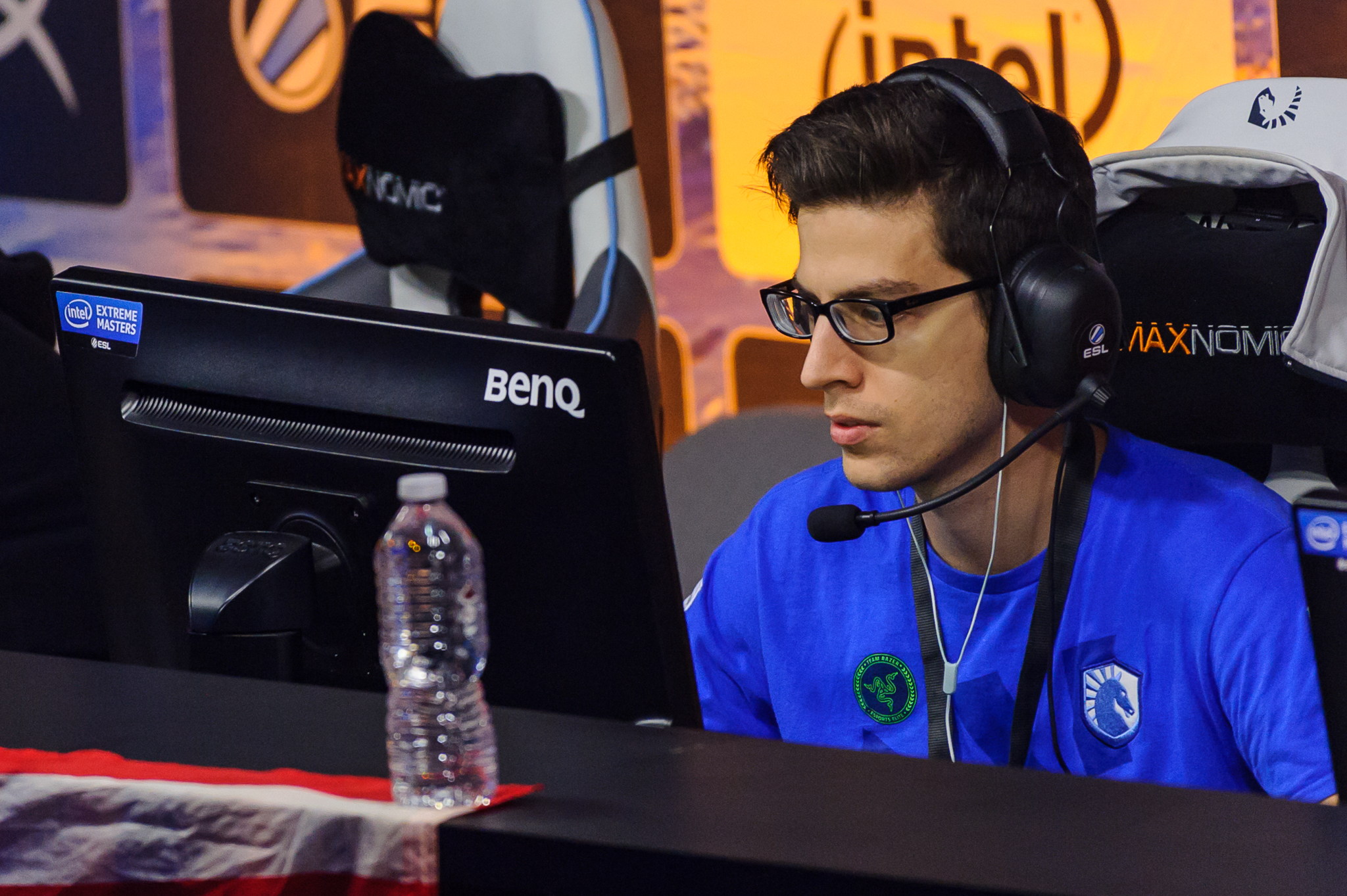
AdreN (2015)
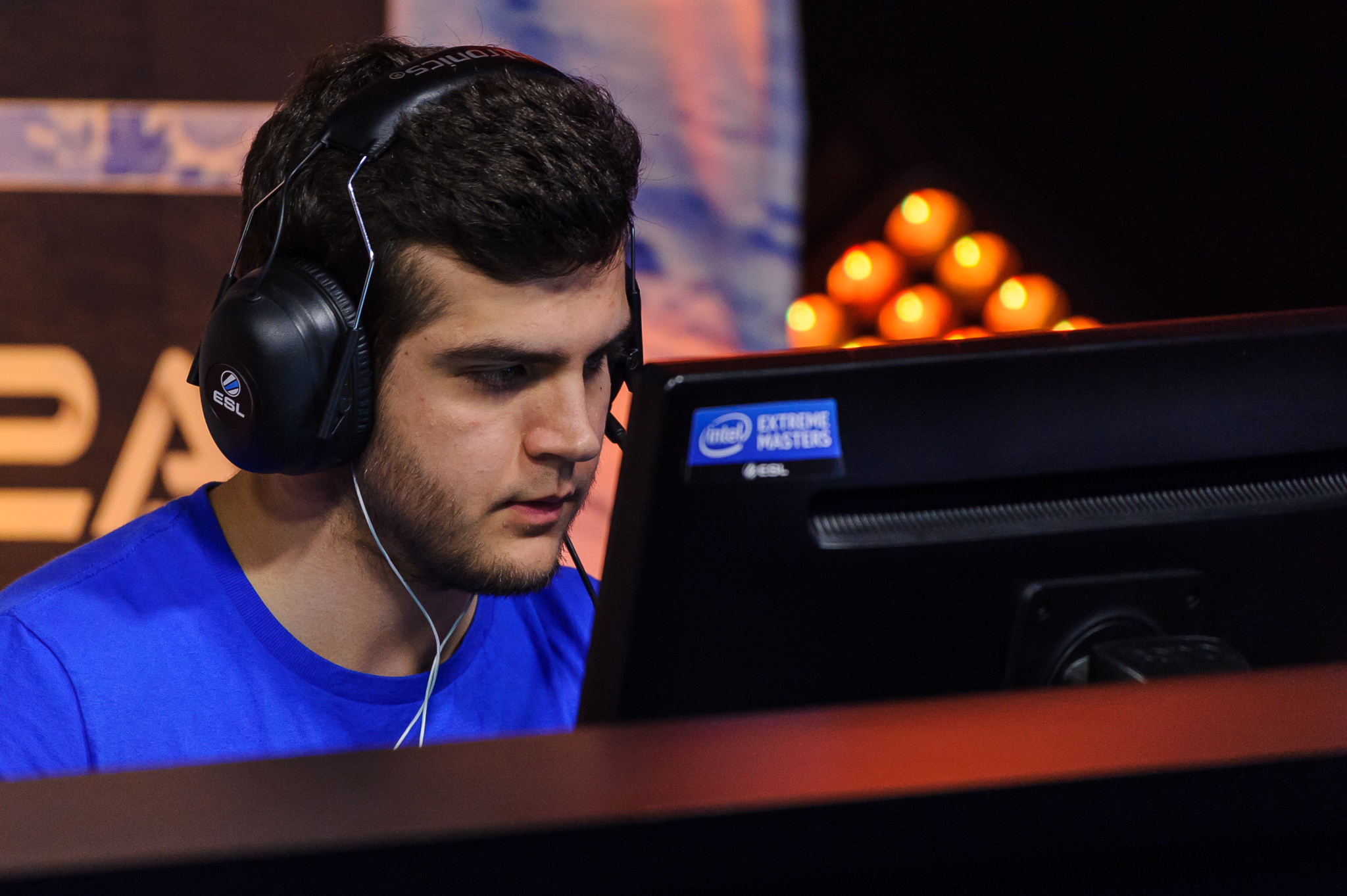
FugLy (2015)
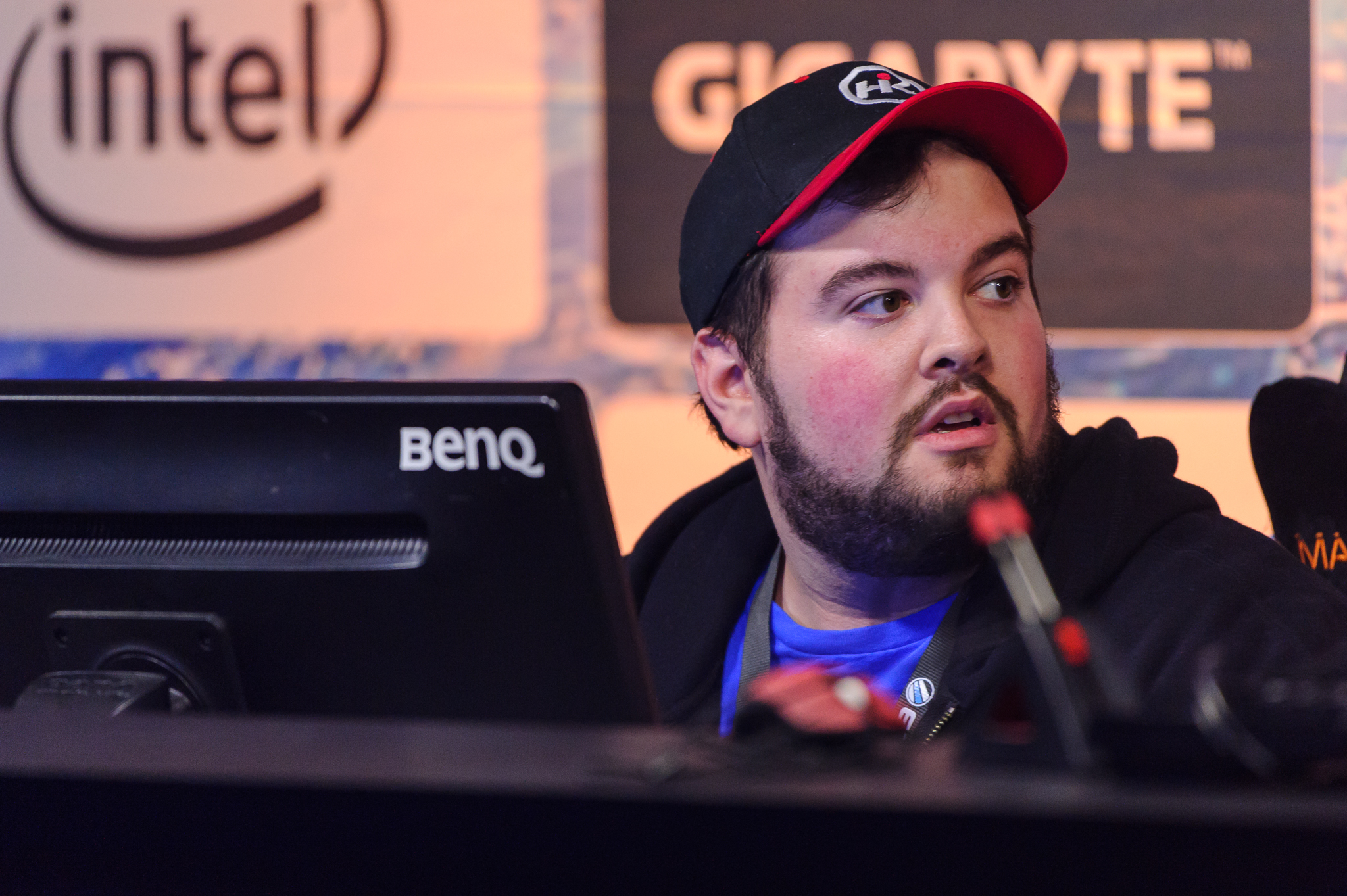
Hiko (2015)
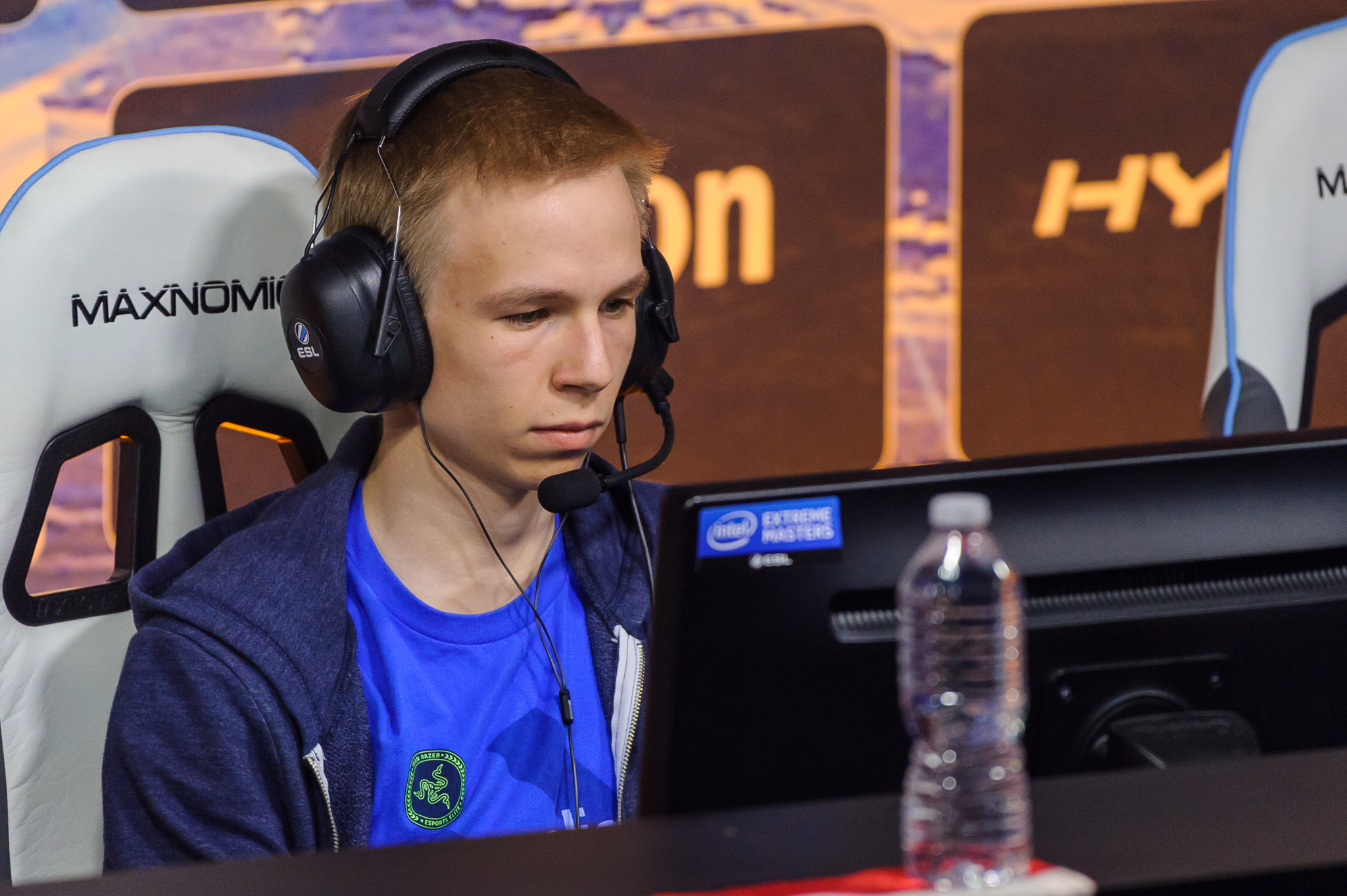
EliGE (2015)
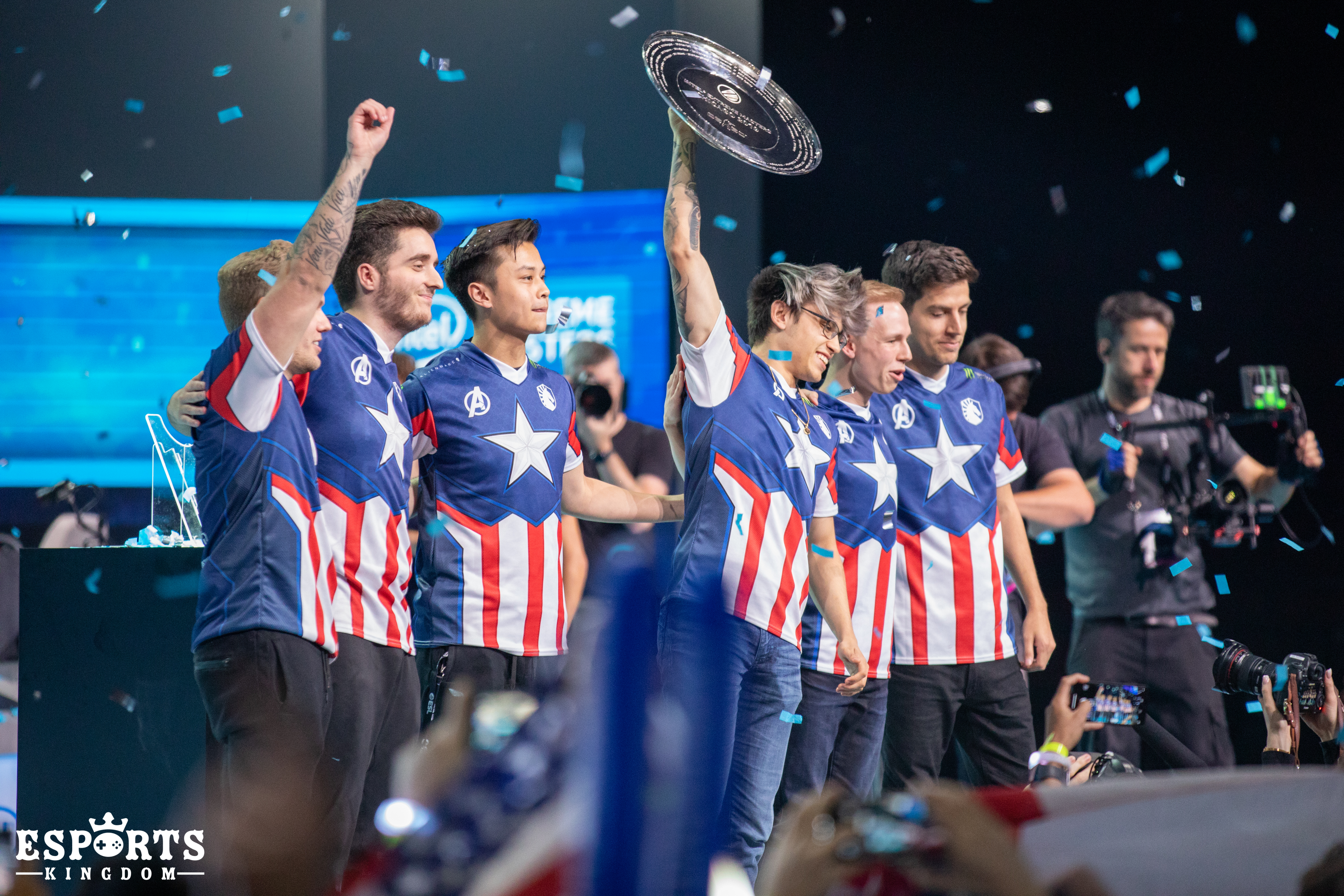
Team Liquid gewinnt das IEM in Chicago (2019)
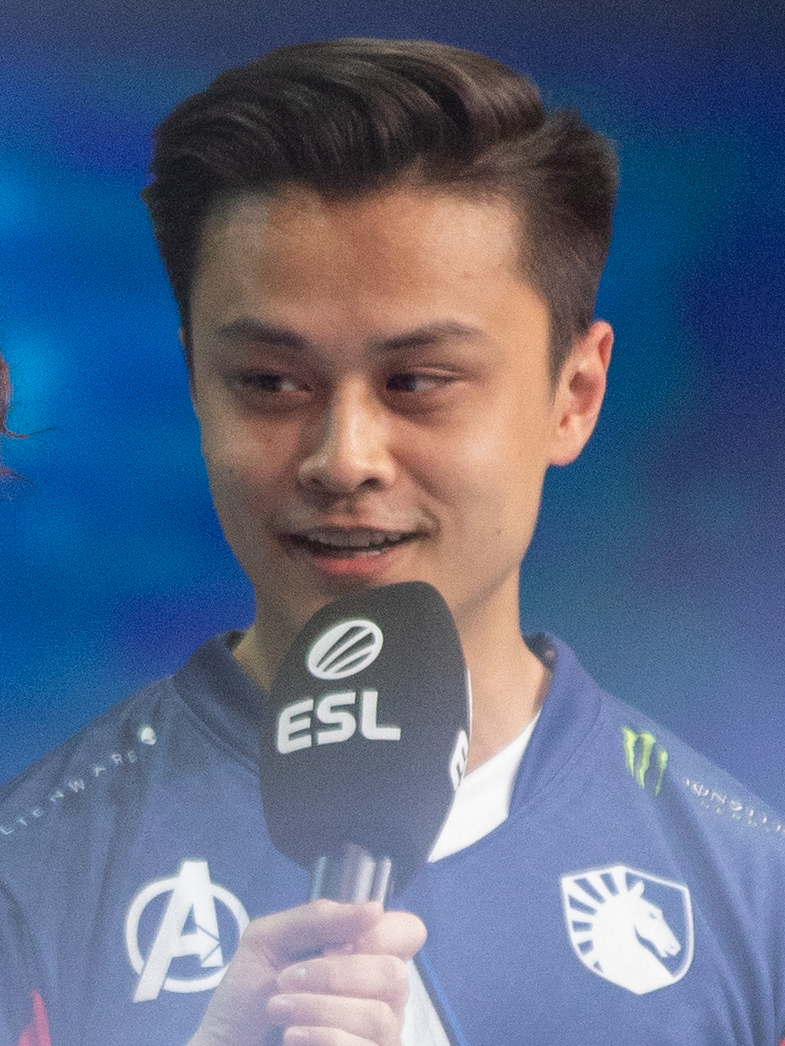
Stewie2K (2019)
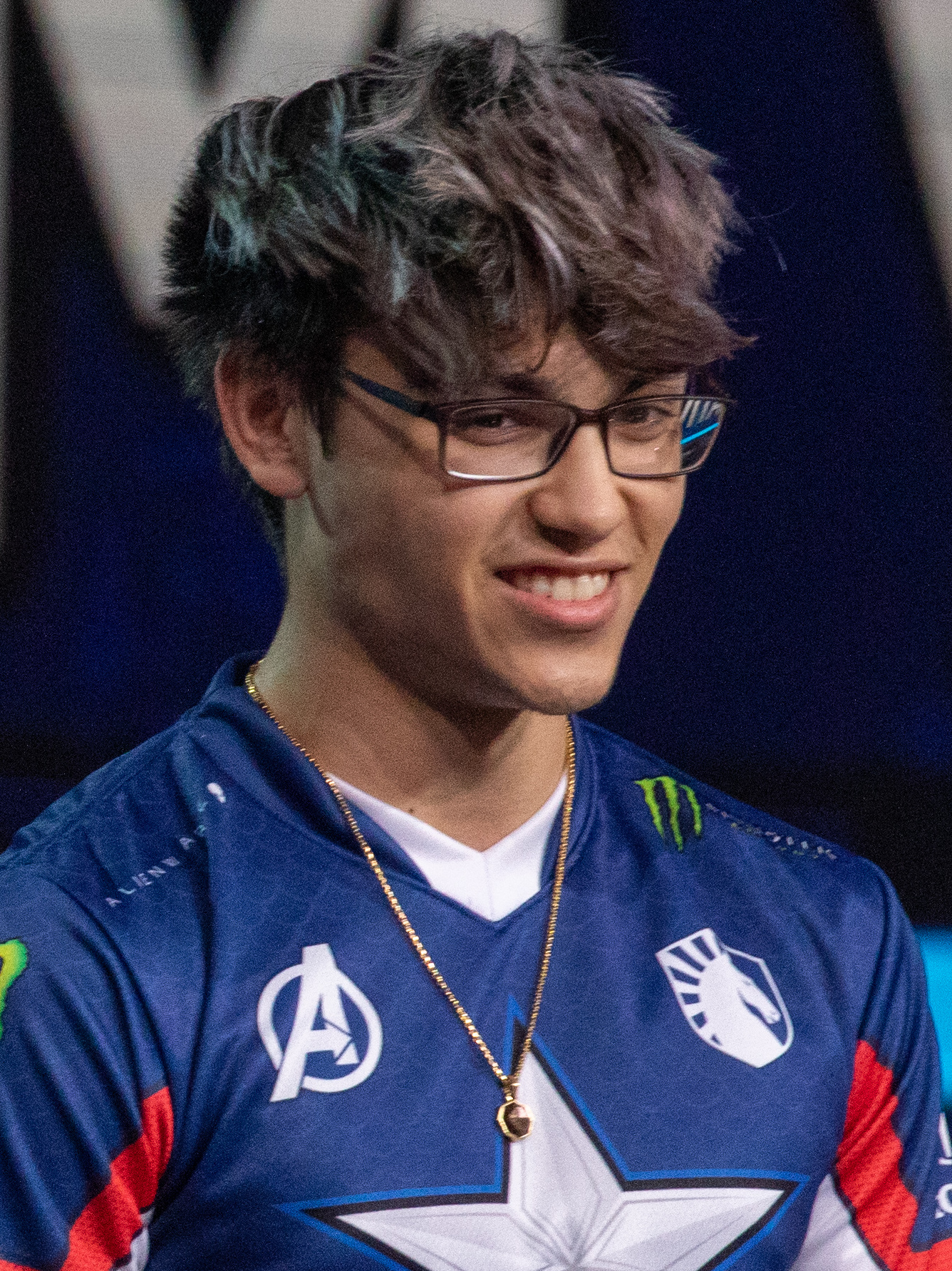
Twistzz (2019)
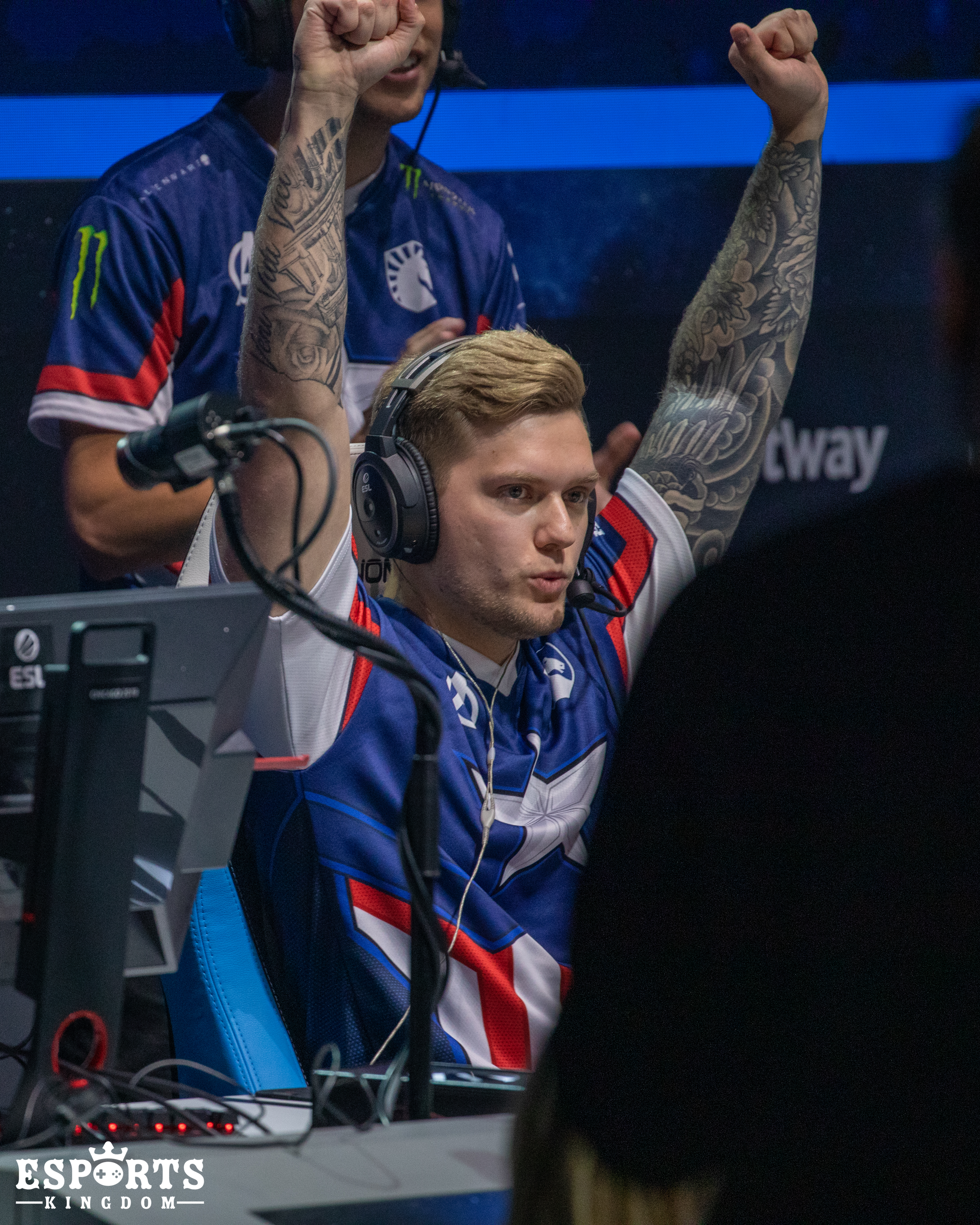
nitr0 (2019)

### Super Smash Bros. Melee
Am 18. März 2014 gab Victor Goossens die Gründung eines Super Smash Bros. Melee Teams bestehend aus Daniel „KoreanDJ“ Jung und Ken „Ken“ Hoang bekannt. 2015 stieß Juan „Hungrybox“ DeBiedma zum Team, der in der Folge mit über 400.000 US-Dollar Preisgeld Team Liquids mit Abstand erfolgreichster Smash-Profi wurde.
- Ken „Ken“ Hoang (seit 2014)
- Juan „Hungrybox“ DeBiedma (seit 2015)
- Kashan „Chillindude“ Khan (seit 2015)
- Daniel „ChuDat“ Rodriguez (seit 2017)

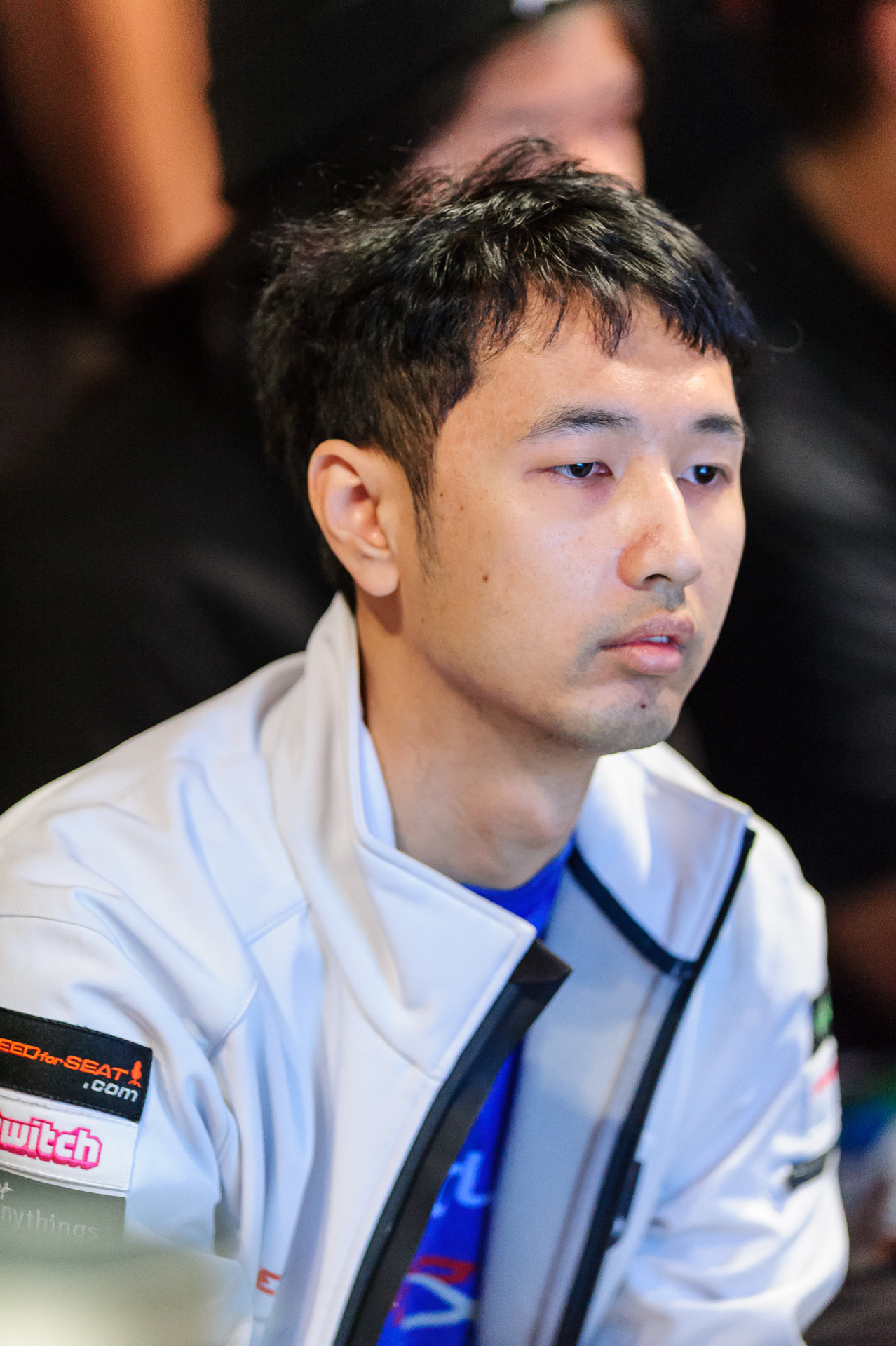
Ken (2014)
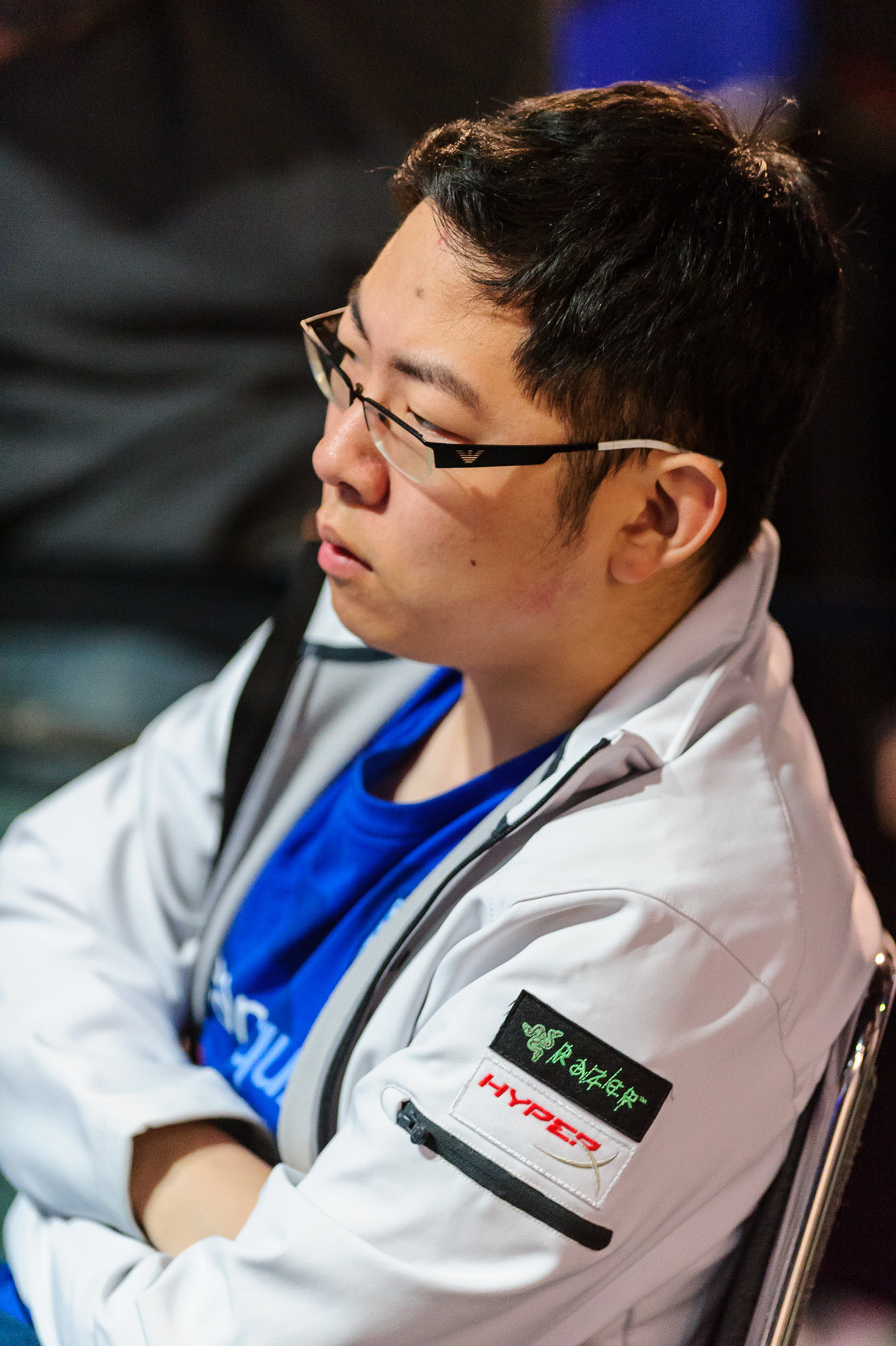
KoreanDJ (2014)
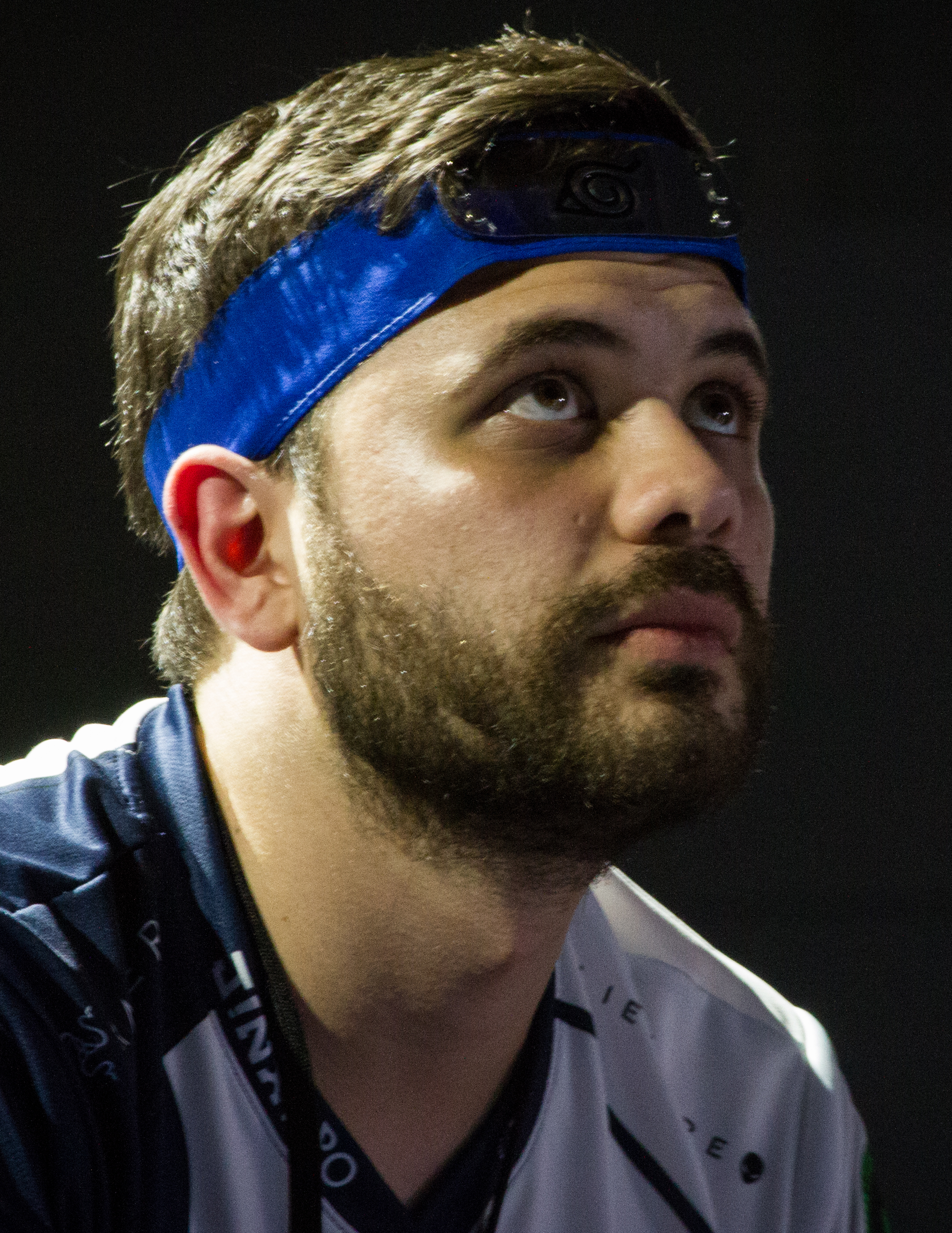
Hungrybox (2017)

### Hearthstone
- Janne „Savjz“ Mikkonen (2014–20??)
- Frank „Fr0zen“ Zhang (2018–20??)
- Jeffrey „SjoW“ Brusi (seit 2015)
- David „Dog“ Caero (2015–20??)
- Bertrand „ElkY“ Grospellier (2015–20??)
- Raphael „BunnyHoppor“ Peltzer (seit 2020)

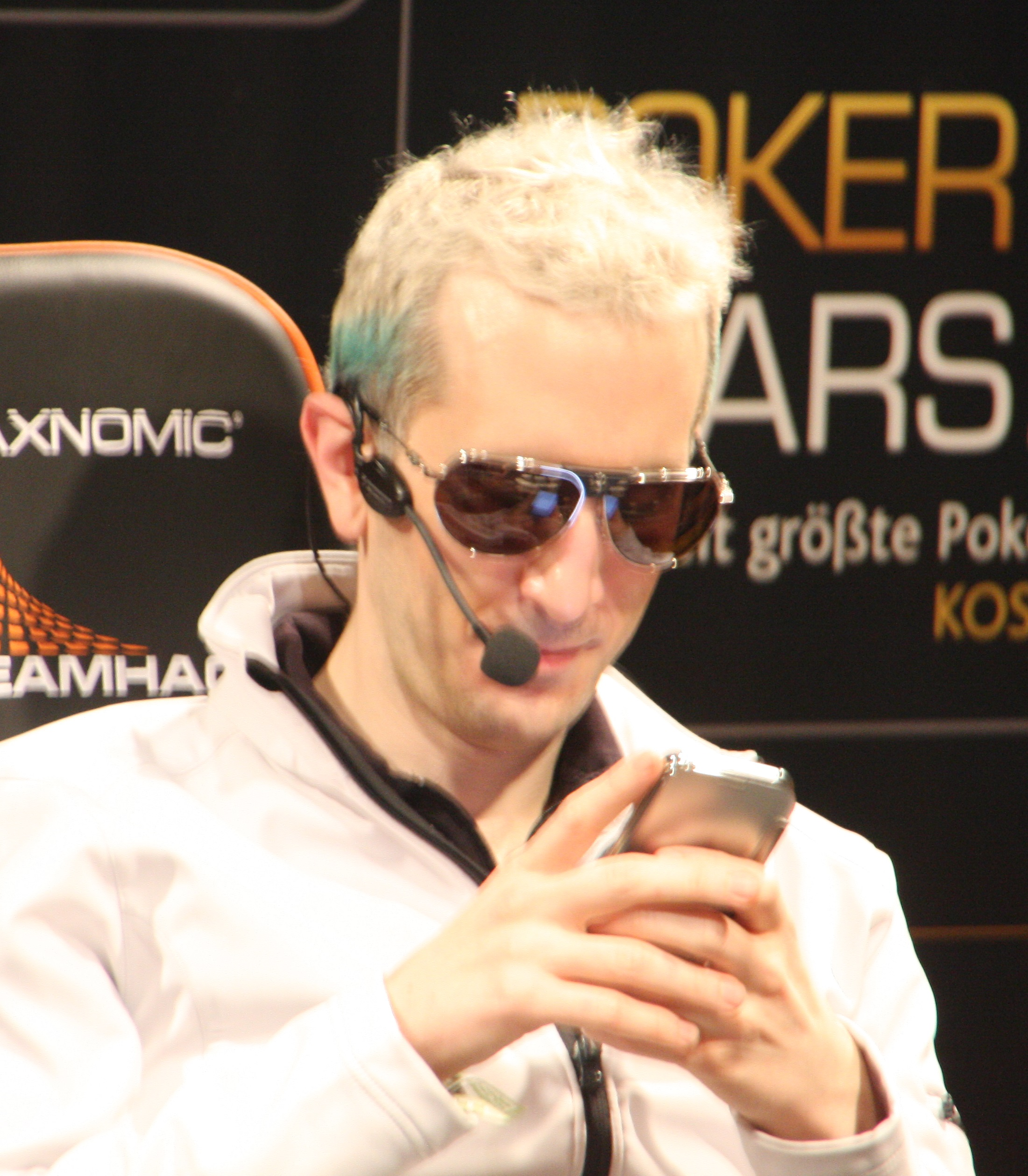
ElkY auf der DreamHack Leipzig 2016

### Arena FPS
Mit Shane „rapha“ Hendrixson hat Team Liquid seit 2017 einen der erfolgreichsten Quake-Spieler aller Zeiten unter Vertrag.
- Shane „rapha“ Hendrixson (seit 2017)
- Tim „DaHanG“ Fogarty (2017–2021)
- Gaven „whaz“ Sorensen (2017–2018)

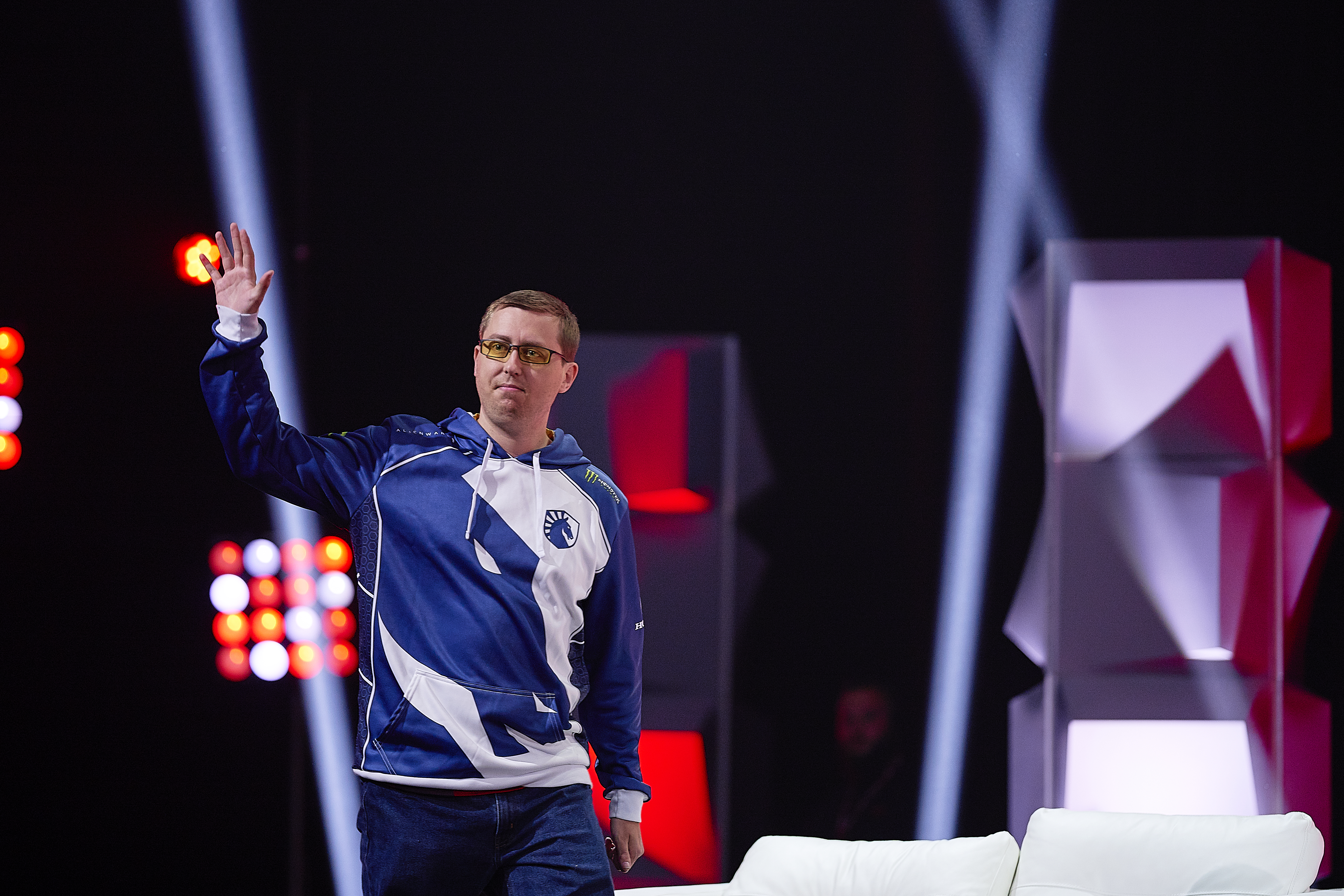
DaHanG (2017)
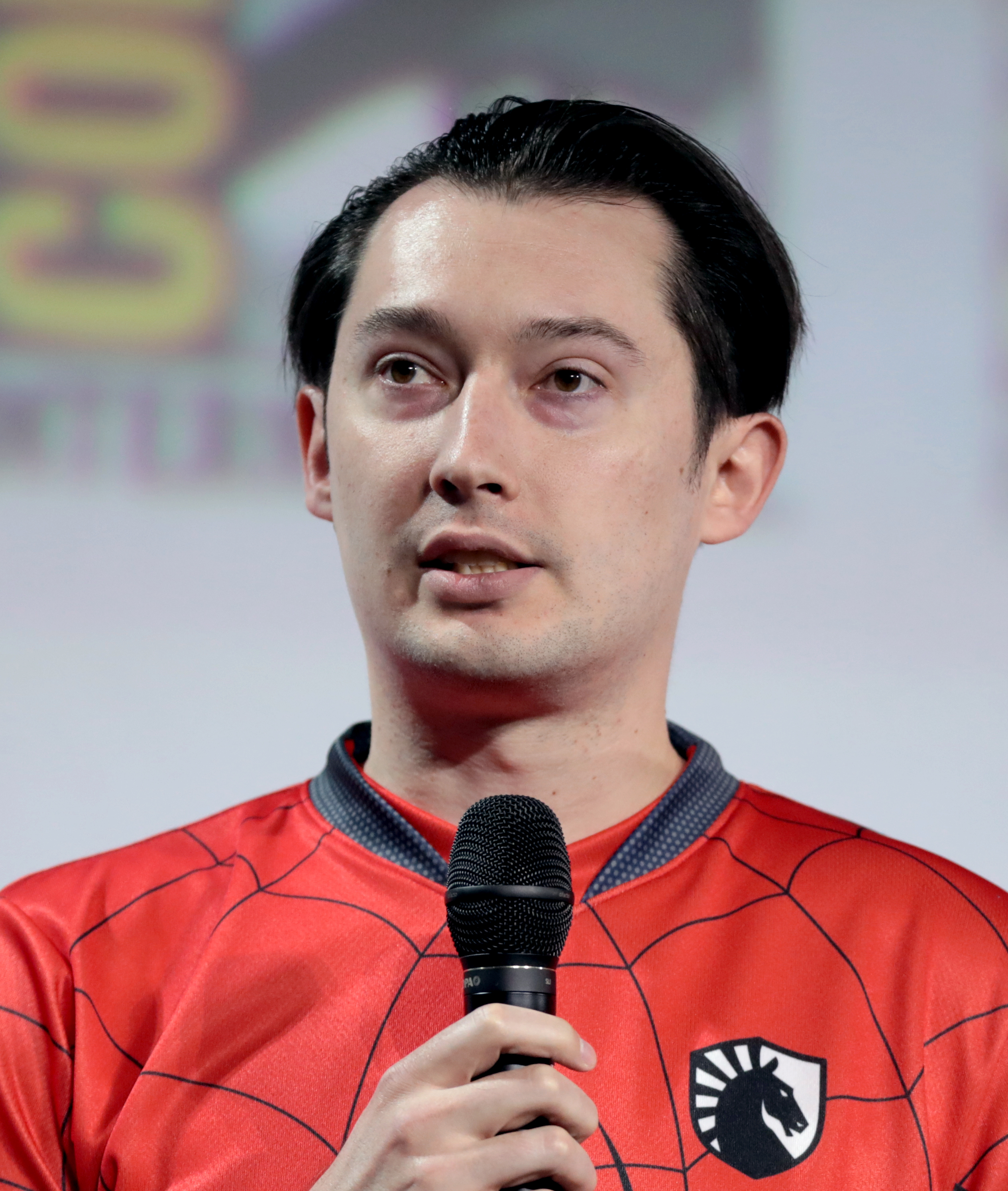
rapha (2019)

### Rainbow Six Siege
- Leo Duarte „zig“ Borges Pinto (seit 2018)
- André De Jesus „nesk“ Oliveira (seit 2018)
- Luccas Vinnicius „Paluh“ Molina (seit 2018)
- Thiago „SexyCake“ Reis (seit 2018)
- Paulo Augusto „psk“ Areneiro Lourenco (seit 2018)

### Valorant
Mitte 2020 nahm Team Liquid das Gesamte Valorant-Lineup von fish123 unter Vertrag.
Das Team gewann im Mai 2021 die VCT EMEA Stage 2 Challengers Finals 2:1 gegen Fnatic und qualifizierte sich somit für Masters Reykjavík 2021. In diesem verloren sie im Lower-Bracket-Halbfinale 2:0 gegen Fnatic und belegten somit den vierten Platz.
Team Liquid gewann 2021 außerdem den VCT Last Chance Qualifier 3:1 gegen Guild Esports und qualifizierte sich für das größte Valorant Turnier des Jahres, VCT Champions 2021, in dem sie im Halbfinale 0:2 gegen die Gewinner des Turniers Ascend verloren und somit den 3.-4. Platz belegten.
In 2022 qualifizierten sie sich für Masters Reykjavík 2022 sowie für Champions 2022 in Istanbul und belegten jeweils den 7.-8. Platz.
In 2023 belegte das Team den 17.-32. Platz, und somit das schlechteste Ergebnis in dem LOCK//IN Turnier in São Paulo.
Das Valorant Roster konnte sich am 28. Juni 2023 in der VCT 2023: EMEA League seinen ersten Sieg auf S-Tier Niveau erkämpfen, in dem es Fnatic 3:1 schlug.
- Kamil „kamo“ Frąckowiak (seit 2024)
- Georgio „keiko“ Sanassy (seit 2023)
- Ayaz „nAts“ Akhmetshin (seit 2022)
- Patryk „paTiTek“ Fabrowski (seit 2024)
- Nikita „trexx“ Cherednichenko (seit 2025)

### Schach
Für den Esports World Cup 2025 wurden der mehrfache Schachweltmeister Magnus Carlsen und Fabiano Caruana unter Vertrag genommen.
- Magnus Carlsen (seit 2025)
- Fabiano Caruana (seit 2025)

## Erfolge (Auszug)

### StarCraft 2
Yoon „TaeJa“ Young-suhs. Hauptartikel
Chris „HuK“ Lorangers. Hauptartikel
Jonathan „Jinro“ Walsh
- MLG Dallas 2010: 1. Platz
- GSL Season 3 2010: 3./4. Platz
- GSL January 2011: 3./4. Platz

Joseph „ret“ de Kroon
- European Battle.net Invitational 2011:[20] 1. Platz
- DreamHack Winter 2011: 3. Platz

Song „HerO“ Hyeon-deok
- DreamHack Winter 2011: 1. Platz
- North American Star League Season 2: 2. Platz
- DreamHack Winter 2012: 1. Platz

Dario „TLO“ Wünsch
- IEM Season VIII São Paulo: 3./4. Platz
- HomeStory Cup VII: 4. Platz

Grzegorz „MaNa“ Komincz
- WCS 2015 Season 3: 2. Platz

### Counter-Strike: Global Offensive
- iBUYPOWER Cup 2015: 2. Platz
- IEM – San Jose: Halbfinale
- MLG Columbus 2016: Halbfinale
- ESL One Cologne 2016: 2. Platz
- ESL One New York 2016: Halbfinale
- ESL Pro League Season 5 Finals : Halbfinale
- ESL One New York 2017: Finale
- cs_summit 2: Sieger
- Star Ladder & i-League StarSeries Season 4: 3. Platz
- IEM – Sydney: 1. Platz
- ESL One: Cologne 2019: 1. Platz
- Esports Championship Series Season #8 - 2. Platz
- ESL Pro League Season 10: Finals: 5. - 6. Platz
- BLAST Pro Series Global Final 2019: 2. Platz
- IEM Katowice 2020: 5. - 6. Platz
- ESL Pro League Season 11: North America: 1. Platz
- DreamHack Masters Spring 2020 NA: 2. Platz
- DreamHack Open Summer 2020 NA: 2. Platz
- ESL One Cologne 2020 NA: 2. Platz
- IEM Global Challenge 2020: 2. Platz
- BLAST Premier: Global Final 2020: 4. Platz
- IEM Katowice 2021: Halbfinale

### Dota 2
- Shanghai Major: 2. Platz
- EPICENTER 2016: 1. Platz
- Manila Major: 2. Platz
- EPICENTER 2017: 1. Platz
- The International 2017: 1. Platz
- DreamLeague Season 8: 2. Platz
- EPICENTER XL: 2. Platz
- China Dota2 Super Major: 1. Platz
- The International 2018: 4. Platz
- MDL Disneyland® Paris Major: 2. Platz
- EPICENTER Major: 2. Platz
- The International 2019: 2. Platz
- ESL One Germany 2020: 1. Platz
- The International 2022: 3. Platz
- The International 2024: 1. Platz

### League of Legends
- North American League of Legends Championship Series Spring 2018: 1. Platz
- North American League of Legends Championship Series Summer 2018: 1. Platz
- League of Legends Championship Series Spring 2019: 1. Platz
- League of Legends Championship Series Summer 2019: 1. Platz
- Mid-Season Invitational 2019: 2. Platz
- League of Legends World Championship 2018: 9.–12. Platz
- League of Legends World Championship 2019: 9.–12. Platz